# Астрономия Древней Греции

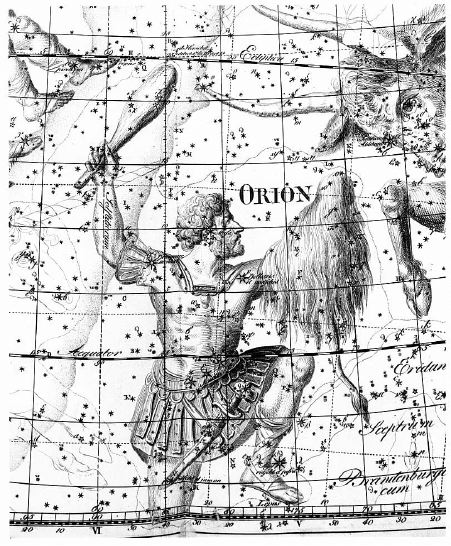
Созвездие Ориона — одно из самых первых созвездий, упоминаемых в древнегреческой литературе (Гесиод, поэма «Труды и дни»).

Астро́номия Дре́вней Гре́ции — астрономические познания и взгляды тех людей, которые писали на древнегреческом языке, независимо от географического региона: сама Эллада, эллинизированные монархии Востока, Рим или ранняя Византия. Охватывает период с VI века до н. э. по V век н. э. Древнегреческая астрономия является одним из важнейших этапов развития не только астрономии как таковой, но и науки вообще. В трудах древнегреческих учёных находятся истоки многих идей, лежащих в основании науки Нового времени. Между современной и древнегреческой астрономией существует отношение прямой преемственности, в то время как наука других древних цивилизаций оказала влияние на современную только при посредничестве греков.

## Введение

### Историография древнегреческой астрономии

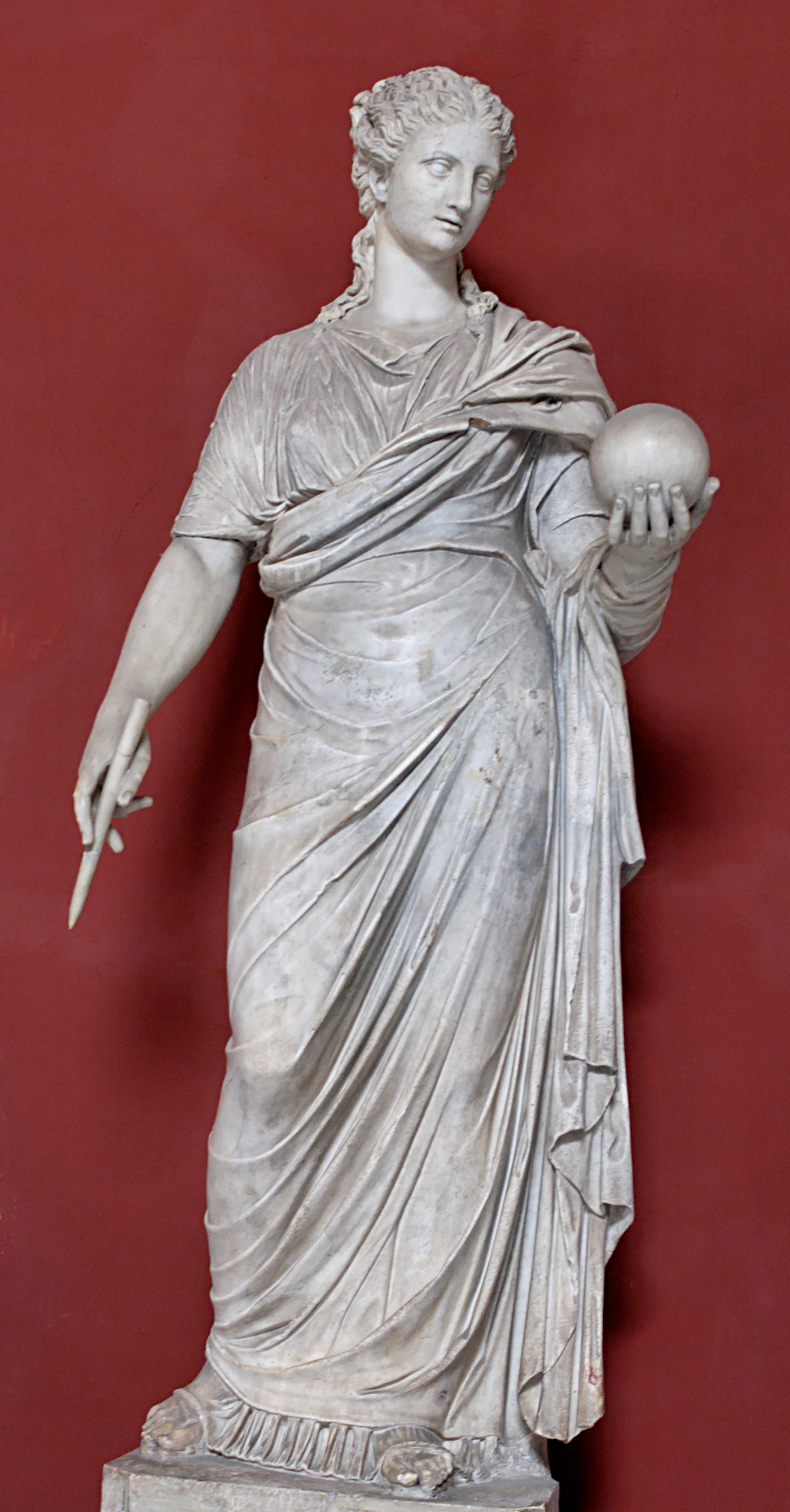
Урания — муза астрономии в древнегреческой мифологии

За небольшими исключениями, до нас не дошли специальные труды античных астрономов, и мы можем восстанавливать их достижения в основном на основании сочинений философов, не всегда имевших адекватное представление о тонкостях научных теорий и к тому же далеко не всегда являвшихся современниками научных достижений, о которых они пишут в своих книгах. Часто при реконструкции истории античной астрономии используются труды астрономов средневековой Индии, поскольку, как полагает большинство современных исследователей, индийская средневековая астрономия в значительной мере базируется на греческой астрономии доптолемеева (и даже догиппархова) периода. Тем не менее, у современных историков пока ещё нет однозначного представления о том, как происходило развитие древнегреческой астрономии.
Традиционная версия античной астрономии делает основной упор на объяснение иррегулярности планетных движений в рамках геоцентрической системы мира. Считается, что большую роль в развитии астрономии сыграли досократики, сформулировавшие представление о природе как о самостоятельном бытии и тем самым давшие философское обоснование поискам внутренних закономерностей жизни природы. Однако ключевой фигурой при этом оказывается Платон (V—IV вв. до н. э.), который поставил перед математиками задачу выразить видимые сложные движения планет (включая попятные движения) как результат сложения нескольких простых движений, в качестве которых представлялись равномерные движения по кругу. В обосновании этой программы большую роль сыграло учение Аристотеля. Первой попыткой решить «задачу Платона» стала теория гомоцентрических сфер Евдокса, за которой последовала теория эпициклов Аполлония Пергского. При этом учёные не столько стремились объяснять небесные явления, сколько рассматривали их как повод для абстрактных геометрических задач и философских спекуляций. Соответственно, астрономы практически не занимались развитием методики наблюдений и созданием теорий, способных предсказывать те или иные небесные явления. В этом, как считают, греки сильно уступали вавилонянам, которые с давних пор изучали закономерности движения небесных тел. Согласно этой точке зрения, решительный перелом в античной астрономии произошёл только после того, как в их руки попали результаты наблюдений вавилонских астрономов (что случилось благодаря завоеваниям Александра Македонского). Только тогда греки почувствовали вкус к пристальному наблюдению звёздного неба и применению геометрии к вычислению положений светил. Первым на этот путь, как считается, вступил Гиппарх (вторая половина II в. до н. э.), построивший первые модели движения Солнца и Луны, не только удовлетворяющие требованиям философов, но и объясняющие данные наблюдений. С этой целью он разработал новый математический аппарат — тригонометрию. Кульминацией античной астрономии явилось создание птолемеевой теории движения планет (II в. н. э.).
Согласно альтернативной точке зрения, проблема построения планетной теории вообще не входила в число основных задач древнегреческих астрономов. По мнению сторонников этого подхода, в течение длительного времени греки либо вообще не знали о попятных движениях планет, либо не придавали этому особого значения. Главной задачей астрономов была разработка календаря и методов определения времени по звёздам. Основополагающая роль при этом приписывается Евдоксу, но не столько как создателю теории гомоцентрических сфер, сколько как разработчику концепции небесной сферы. По сравнению со сторонниками предыдущей точки зрения, ещё более фундаментальной оказывается роль Гиппарха и особенно Птолемея, поскольку задача построения теории видимых движений светил на основании наблюдательных данных связывается именно с этими астрономами.
Наконец, существует и третья точка зрения, являющаяся, в некотором смысле, противоположной второй. Развитие математической астрономии её сторонники связывают с пифагорейцами, которым приписывается и создание концепции небесной сферы, и постановка задачи построения теории попятных движений, и даже первая теория эпициклов. Сторонники этой точки зрения оспаривают тезис о неэмпирическом характере астрономии догиппархова периода, указывая на высокую точность астрономических наблюдений астрономов III века до н. э. и использование этих данных Гиппархом для построения своих теорий движения Солнца и Луны, широкое использование в космологии спекуляций о ненаблюдаемости параллаксов планет и звёзд; некоторые результаты наблюдений греческих астрономов оказались доступными их вавилонским коллегам. Основы тригонометрии как математического фундамента астрономии также были заложены астрономами III века до н. э. Значительным стимулом для развития античной астрономии явилось создание в III веке до н. э. Аристархом Самосским гелиоцентрической системы мира и её последующая разработка, в том числе с точки зрения динамики движения планет. Гелиоцентризм при этом считается хорошо укоренённым в античной науке, а отказ от него связывается с вненаучными, в частности религиозными и политическими, факторами.

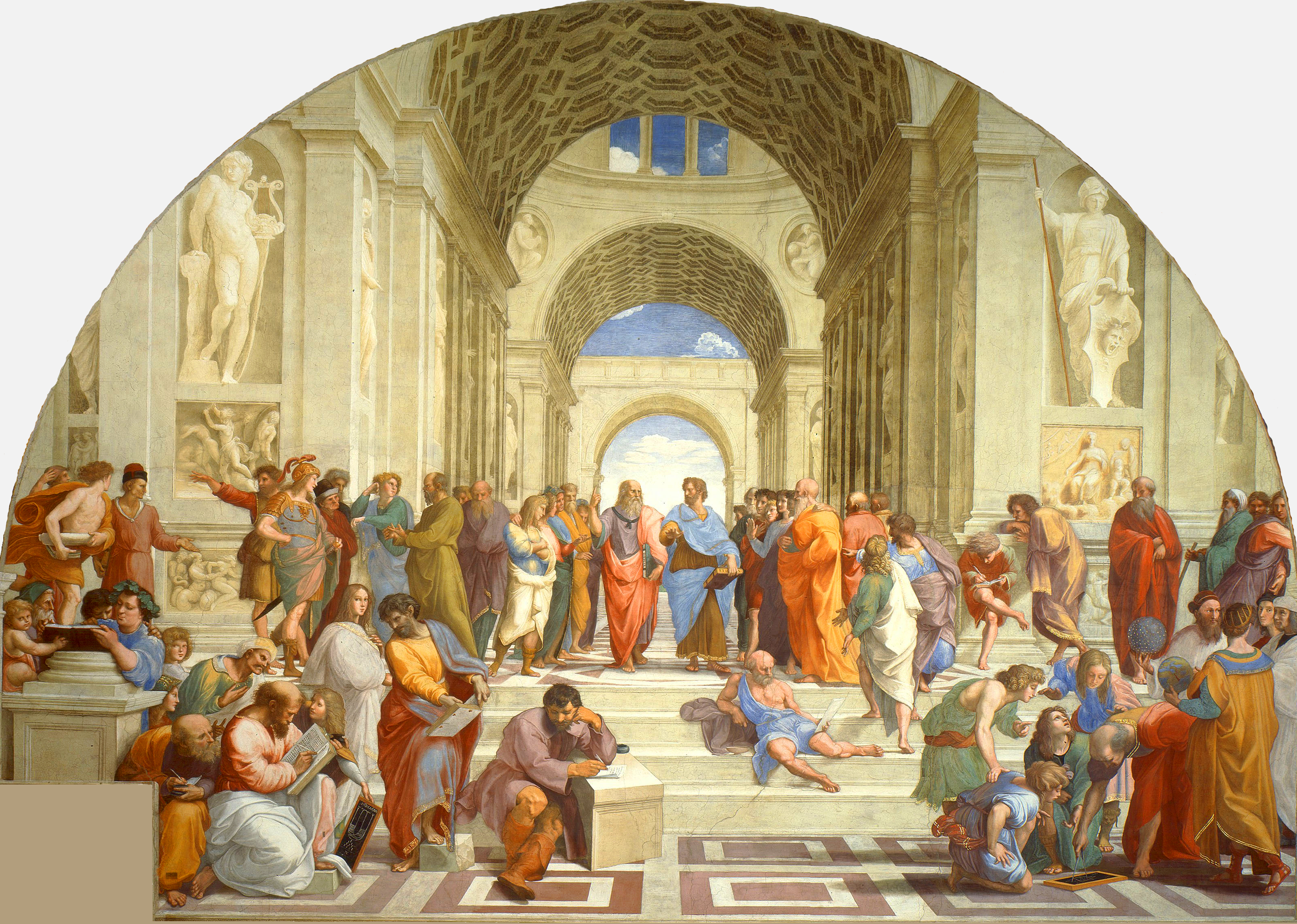
Афинская школа — фреска Рафаэля, изображающая величайших мыслителей Древней Греции

### Научный метод древнегреческой астрономии
Главным достижением астрономии древних греков следует считать геометризацию Вселенной, что включает в себя не только систематическое использование геометрических конструкций для представления небесных явлений, но и строгое логическое доказательство утверждений по образцу евклидовой геометрии.
Доминирующей методологией в античной астрономии была идеология «спасения явлений»: необходимо найти такую комбинацию равномерных круговых движений, с помощью которых может быть смоделирована любая неравномерность видимого движения светил. «Спасение явлений» мыслилось греками как чисто математическая задача, и не предполагалось, что найденная комбинация равномерных круговых движений имеет какое-либо отношение к физической реальности. Задачей физики считался поиск ответа на вопрос «Почему?», то есть установление истинной природы небесных объектов и причин их движений исходя из рассмотрения их субстанции и действующих во Вселенной сил; применение математики при этом не считалось необходимым.

### Периодизация
Историю древнегреческой астрономии можно условно разделить на пять периодов, ассоциируемых с различными этапами развития античного общества:
- Архаический (донаучный) период (до VI века до н. э.): становление полисной структуры в Элладе;
- Классический период (VI—IV века до н. э.): расцвет древнегреческого полиса;
- Эллинистический период (III—II века до н. э.): расцвет крупных монархических держав, возникших на обломках империи Александра Македонского; с точки зрения науки особую роль играет птолемеевский Египет со столицей в Александрии;
- Период упадка (I век до н. э. — I век н. э.), ассоциируемый с постепенным угасанием эллинистических держав и усилением влияния Рима;
- Имперский период (II—V века н. э.): объединение всего Средиземноморья, включая Грецию и Египет, под властью Римской империи.

Эта периодизация является достаточно схематичной. В ряде случаев трудно установить принадлежность того или иного достижения к тому или иному периоду. Так, хотя общий характер астрономии и науки вообще в классический и эллинистический период выглядит достаточно различным, в целом развитие в VI—II веках до н. э. представляется более-менее непрерывным. С другой стороны, ряд достижений науки последнего, имперского периода (особенно в области астрономического приборостроения и, возможно, теории) являются ни чем иным, как повторением успехов, достигнутых астрономами эллинистической эпохи.

## Донаучный период (до VI века до н. э.)

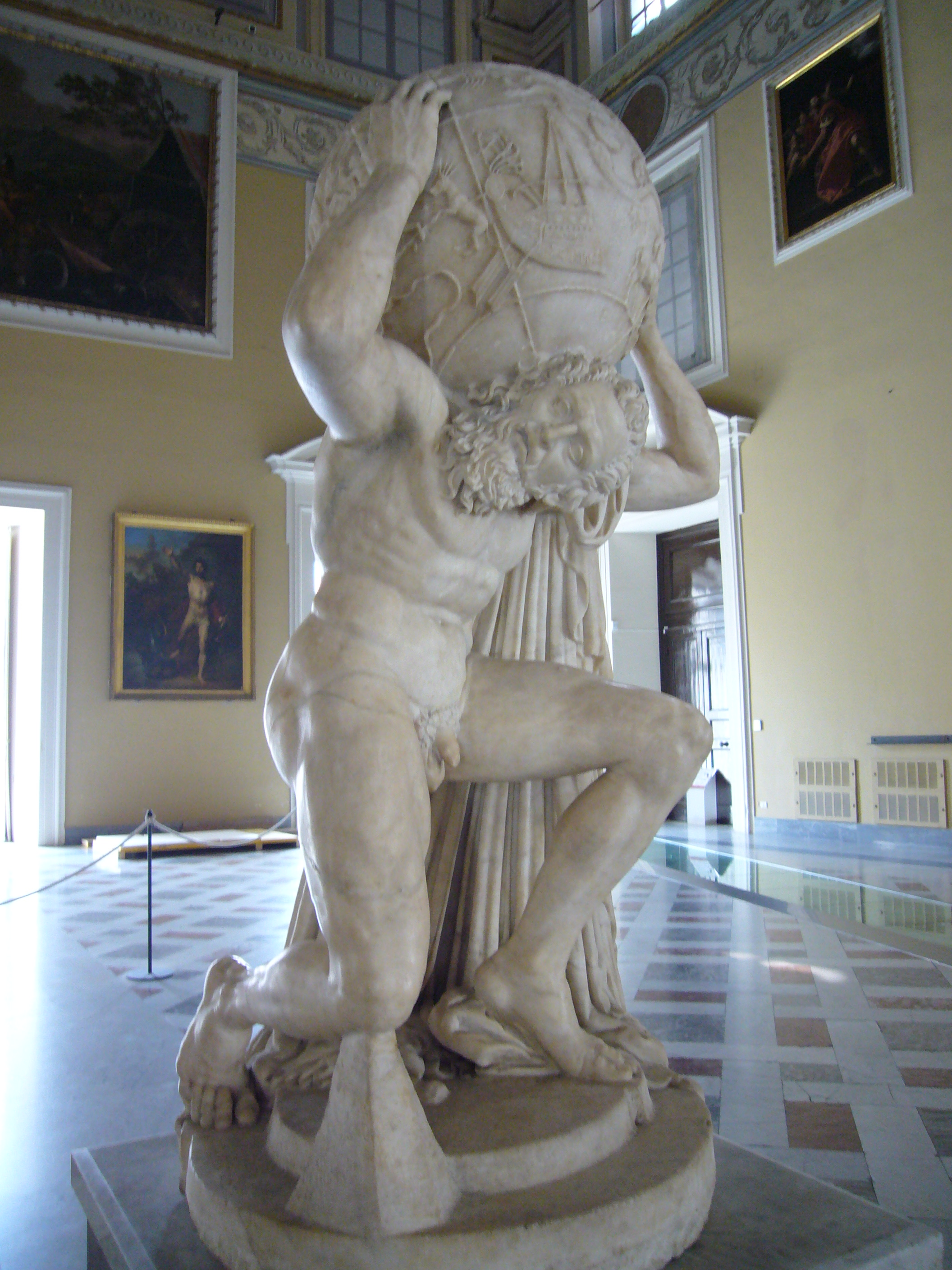
Атлант, держащий небо (Атлант Фарнезе — древнейший из дошедших до нас звёздных глобусов)

Представление об астрономических познаниях греков этого периода дают поэмы Гомера и Гесиода: там упоминается ряд звёзд и созвездий, приводятся практические советы по использованию небесных светил для навигации и для определения сезонов года. Космологические представления этого периода целиком заимствовались из мифов: Земля считается плоской, а небосвод — твёрдой чашей, опирающейся на Землю.
Вместе с тем, согласно мнению некоторых историков науки, членам одного из эллинских религиозно-философских союзов того времени (орфикам) были известны и некоторые специальные астрономические понятия (например, представления о некоторых небесных кругах). С этим мнением, однако, не согласно большинство исследователей.

## Классический период (с VI — по IV век до н. э.)
Главными действующими лицами этого периода являются философы, интуитивно нащупывающие то, что впоследствии будет названо научным методом познания. Одновременно проводятся первые специализированные астрономические наблюдения, развивается теория и практика календаря; в основу астрономии впервые полагается геометрия, вводится ряд абстрактных понятий математической астрономии; делаются попытки отыскать в движении светил физические закономерности. Получили научное объяснение ряд астрономических явлений, доказана шарообразность Земли. Вместе с тем, связь между астрономическими наблюдениями и теорией ещё недостаточно прочна, слишком велика доля спекуляций, основанных на сугубо эстетических соображениях.

### Философский фундамент астрономии

#### Досократики, Платон
В этот период выработались два принципиально различных философских подхода в науке вообще и астрономии в частности. Первый из них зародился в Ионии и поэтому может быть назван ионийским. Для него характерны попытки найти материальную первооснову бытия, изменением которой философы надеялись объяснить всё многообразие природы (см. Натурализм (философия)). В движении небесных тел эти философы пытались увидеть проявления тех же сил, что действуют и на Земле. Первоначально ионийское направление было представлено философами города Милета Фалесом, Анаксимандром и Анаксименом. Этот подход нашёл своих сторонников и в других частях Эллады. К числу ионийцев относятся Анаксагор из Клазомен, большую часть жизни проведший в Афинах, и в значительной мере уроженец Сицилии Эмпедокл из Акраганта. Своей вершины ионийский подход достиг в трудах античных атомистов: Левкиппа (родом, возможно, также из Милета) и Демокрита из Абдер, явившихся предтечами механистической философии.
Стремление дать причинное объяснение явлениям природы было сильной стороной ионийцев. В настоящем состоянии мира они увидели результат действия физических сил, а не мифических богов и чудовищ. Ионийцы полагали небесные светила объектами, в принципе, той же природы, что и земные тела, движением которых управляют те же силы, что действуют на Земле. Суточное вращение небосвода они считали реликтом изначального вихревого движения, охватывавшего всю материю Вселенной. Философы-ионийцы были первыми, кого назвали «физиками». Однако недостатком учений ионийских натурфилософов была попытка создать физику без математики.
Второе направление ранней греческой философии можно назвать италийским, поскольку оно получило первоначальное развитие в греческих колониях италийского полуострова. Его основоположник Пифагор основал знаменитый религиозно-философский союз, представители которого, в отличие от ионийцев, видели основу мира в математической гармонии, точнее, в гармонии чисел, стремясь при этом к единению науки и религии. Небесные светила они считали богами. Это обосновывалось следующим образом: боги — это совершенный разум, для них характерен наиболее совершенный вид движения; таковым является движение по окружности, поскольку оно вечное, не имеет ни начала, ни конца и все время переходит само в себя. Как показывают астрономические наблюдения, небесные тела движутся по окружностям, следовательно, они являются богами. Наследником пифагорейцев был великий афинский философ Платон, который полагал весь Космос созданным идеальным божеством по своему образу и подобию. Хотя пифагорейцы и Платон верили в божественность небесных светил, для них не была характерна вера в астрологию: известен крайне скептический отзыв о ней Евдокса, ученика Платона и последователя философии пифагорейцев.
Стремление найти математические закономерности в природе было сильной стороной италийцев. Характерный для италийцев интерес к идеальным геометрическим фигурам позволил им предположить, что Земля и небесные тела имеют форму шара и открыть дорогу к приложению математических методов к познанию природы. Однако полагая небесные тела божествами, они практически полностью изгнали с небес физические силы.
Одно из открытий древнегреческой астрономии той поры — «Геспер есть Фосфор» — связано с планетой Венера. Всегдашнее расположение этой «нижней» планеты рядом с Солнцем делает её видимой незадолго перед восходом Солнца (как «Звезду Утреннюю» — «Фосфор»/«Эосфор»), либо недолго после заката (как «Звезду Вечернюю» — «Геспер»). Честь открытия тождества «Вечерней»  и «Утренней» «звёзд», по Плинию и Аристоксену, принадлежит Пифагору, по другим источникам — Пармениду.

#### Аристотель

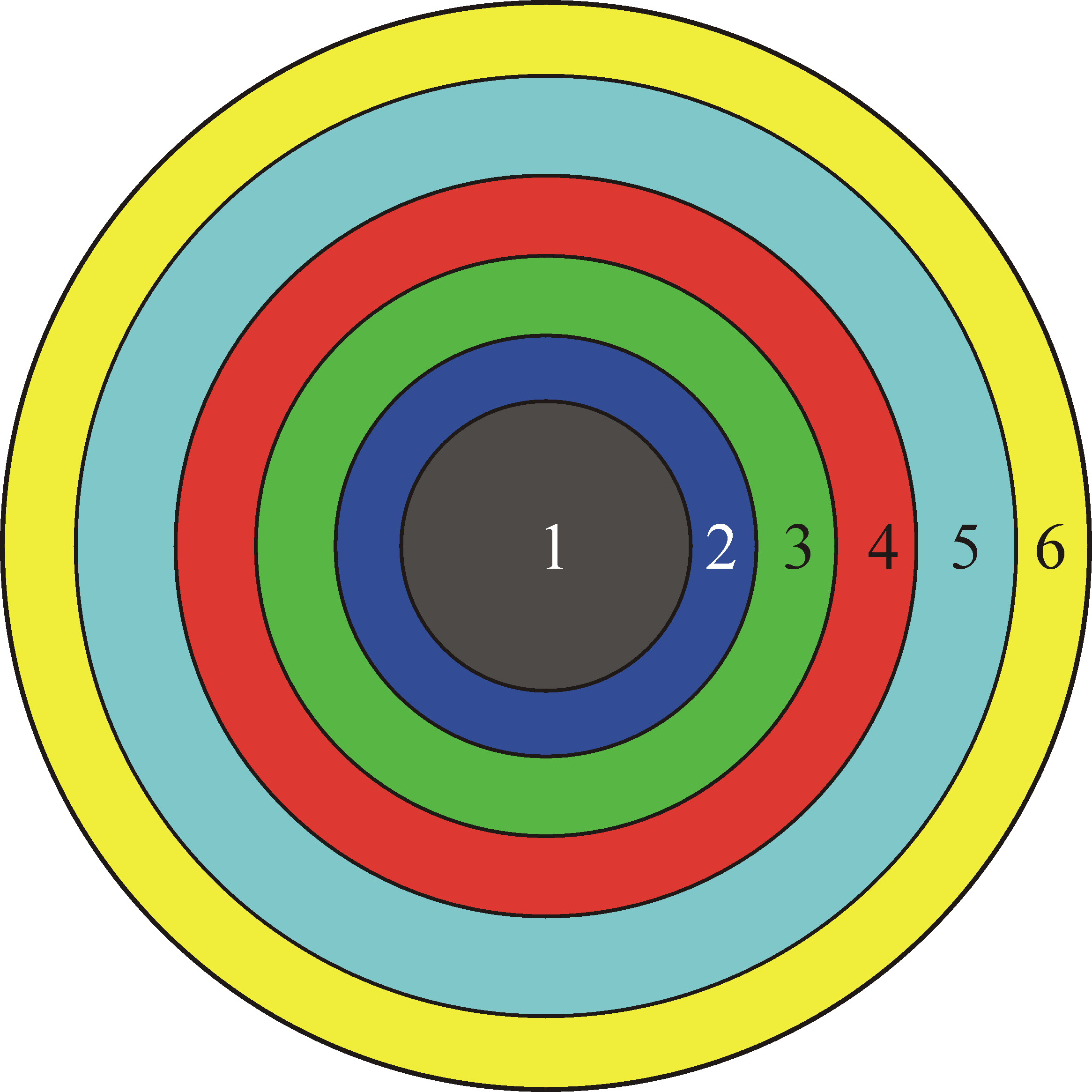
Структура Вселенной по Аристотелю. Цифрами обозначены сферы: земли (1), воды (2), воздуха (3), огня (4), эфира (5), Перводвигатель (6). Масштаб не соблюдён

Сильные стороны этих двух исследовательских программ, ионийской и пифагорейской, дополняли друг друга. Попыткой их синтеза может рассматриваться учение Аристотеля из Стагира. Аристотель разделил Вселенную на две радикально различные части, нижнюю и верхнюю (подлунную и надлунную области, соответственно). Подлунная (то есть более близкая к центру Вселенной) область напоминает построения философов-ионийцев доатомистического периода: она состоит из четырёх элементов — земли, воды, воздуха, огня. Это область изменчивого, непостоянного, преходящего — того, что не может быть описано на языке математики. Напротив, надлунная область — это область вечного и неизменного, в целом соответствующая пифагорейско-платоновскому идеалу совершенной гармонии. Её составляет эфир — особый вид материи, не встречающейся на Земле.
Согласно Аристотелю, каждому виду материи соответствует своё естественное место в пределах Вселенной: место элемента земли — в самом центре мира, далее следуют естественные места элементов воды, воздуха, огня, эфира. Для подлунного мира было характерно движение по вертикальным прямым линиям; такое движение должно иметь начало и конец, что соответствует бренности всего земного. Если элемент подлунного мира вывести из своего естественного места, он будет стремиться попасть на своё естественное место. Так, если поднять горсть земли, естественным для неё будет движение вертикально вниз, если разжечь огонь — вертикально вверх. Поскольку элементы земли и воды в своём естественном движении стремились вниз, к центру мира, они считались абсолютно тяжёлыми; элементы воздуха и огня стремились вверх, к границе подлунной области, поэтому они считались абсолютно лёгкими. При достижении естественного места движение элементов подлунного мира прекращается. Все качественные изменения в подлунном мире сводились именно к этому свойству происходящих в нём механических движений. Элементы, стремящиеся вниз (земля и вода) являются тяжёлыми, стремящиеся вверх (воздух и огонь) — лёгкими. Из теории естественных мест следовало несколько важнейших следствий: конечность Вселенной, невозможность существования пустоты, неподвижность Земли, единственность мира.
Хотя Аристотель не называл небесные светила богами, он полагал их имеющими божественную природу, поскольку для составляющего их элемента, эфира, характерно равномерное движение по окружности вокруг центра мира; это движение является вечным, поскольку на окружности нет никаких граничных точек.

### Практическая астрономия
До нас дошла только фрагментарная информация о методах и результатах наблюдений астрономов классического периода. Исходя из доступных источников, можно предположить, что одним из основных объектов их внимания являлись восходы звёзд, поскольку результаты таких наблюдений можно было использовать для определения времени ночью. Трактат с данными таких наблюдений составил Евдокс Книдский (вторая половина IV века до н.э.); поэт Арат из Сол облёк трактат Евдокса в поэтическую форму.
Начиная с Фалеса Милетского интенсивно наблюдались также явления, связанные с Солнцем: солнцестояния и равноденствия. Согласно дошедшим до нас свидетельствам, астроном Клеострат Тенедосский (около 500 г. до н.э.) первым в Греции установил, что созвездия Овна, Стрельца и Скорпиона являются зодиакальными, то есть через них проходит Солнце в своём движении по небесной сфере. Самым ранним свидетельством знания греками всех зодиакальных созвездий является календарь, составленный афинским астрономом Эвктемоном в середине V века до н.э. Энопид Хиосский в середине V в. до н.э. показал, что зодиакальные созвездия лежат на эклиптике — большом круге небесной сферы, наклонённом по отношению к небесному экватору.
Тот же Эвктемон впервые установил неравенство времён года, связанное с неравномерностью движения Солнца по эклиптике. По его измерениям, длина астрономических весны, лета, осени и зимы составляет, соответственно, 93, 90, 90 и 92 дня (на самом деле, соответственно, 94,1 день, 92,2 дня, 88,6 дней, 90,4 дня). Гораздо более высокая точность характеризует измерения Каллиппа из Кизика, жившего столетие спустя: по его данным, весна длится 94 дня, лето 92 дня, осень 89 дней, зима 90 дней.
Древнегреческие учёные фиксировали также появления комет, покрытие планет Луной.
Об астрономических инструментах греков классического периода практически ничего неизвестно. Про Анаксимандра Милетского сообщали, что для распознавания равноденствий и солнцестояний он использовал гномон — древнейший астрономический инструмент, представляющий собой вертикально расположенный стержень. Евдоксу приписывают изобретение «паука» — основного конструктивного элемента астролябии.

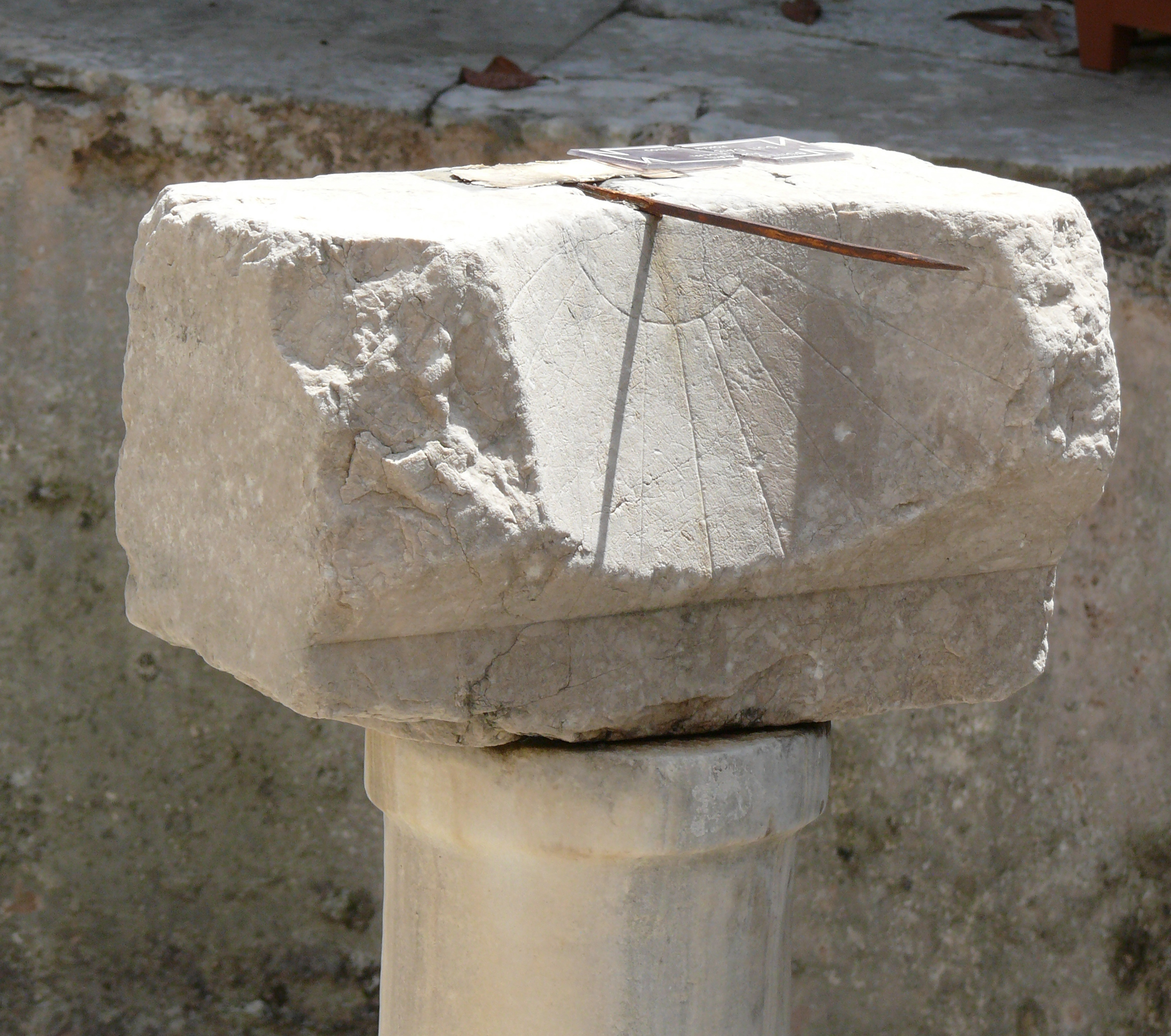
Сферические солнечные часы

Для исчисления времени днём, по всей видимости, часто использовались солнечные часы. Сначала были изобретены сферические солнечные часы (скафэ), как наиболее простые. Усовершенствование конструкции солнечных часов также приписывалось Евдоксу. Вероятно, это изобретение было одной из разновидностей плоских солнечных часов.
Календарь греков был лунно-солнечным. Среди авторов календарей (так называемых парапегм) были такие знаменитые учёные, как Демокрит, Метон, Эвктемон. Парепегмы часто выбивались на каменных стелах и колоннах, установленных в общественных местах. В Афинах был в ходу календарь, основанный на 8-летнем цикле (согласно некоторым сведениям, введённый знаменитым законодателем Солоном). Значительное усовершенствование лунно-солнечного календаря принадлежит афинскому астроному Метону, который открыл 19-летний календарный цикл:
В течение этого периода времени даты солнцестояний и равноденствий постепенно меняются и одна и та же лунная фаза каждый раз приходится на другую календарную дату, однако по окончании цикла солнцестояние и равноденствие приходятся на ту же дату, и в этот день имеет место та же фаза Луны, что и в начале цикла. Однако метонов цикл так и не был положен в основу афинского гражданского календаря (а его первооткрыватель удостоился насмешек в одной из комедий Аристофана).
Уточнение метонова цикла произвёл Каллипп, живший примерно через столетие после Метона: он объединил четыре цикла, опустив при этом 1 день. Таким образом, продолжительность каллиппова цикла составила:
Год в цикле Каллиппа равен 365,25 суткам (такое же значение принято в юлианском календаре). Продолжительность месяца составляет 29,5309 суток, что всего на 22 секунды длиннее его истинного значения. На основе этих данных Каллипп составил собственный календарь.

### Космология

Система мира Анаксимандра (одна из современных реконструкций)

В классическую эпоху возникла геоцентрическая система мира, согласно которой в центре сферической Вселенной находится неподвижная шарообразная Земля и видимое суточное движение небесных светил является отражением вращения Космоса вокруг мировой оси. Её предтечей является Анаксимандр Милетский. В его системе мира содержались три революционных момента: плоская Земля расположена без какой-либо опоры, пути небесных тел являются целыми кругами, небесные тела находятся на различных расстояниях от Земли. Ещё дальше пошёл Пифагор, предположивший, что Земля имеет форму шара. Эта гипотеза поначалу вызвала большое сопротивление; так, среди её противников были знаменитые философы ионийского направления Анаксагор, Эмпедокл, Левкипп, Демокрит. Однако после её поддержки Парменидом, Платоном, Евдоксом и Аристотелем она стала основой всей математической астрономии и географии.
Если Анаксимандр считал звёзды расположенными ближе всего к Земле (далее следовали Луна и Солнце), то его ученик Анаксимен впервые предположил, что звёзды являются самыми далёкими от Земли объектами, закреплёнными на внешней оболочке Космоса. Возникло мнение (впервые, вероятно, у Анаксимена или пифагорейцев), что период обращения светила по небесной сфере растёт с увеличением его расстояния от Земли. Таким образом, порядок расположения светил оказывался таким: Луна, Солнце, Марс, Юпитер, Сатурн, звёзды. Сюда не включены Меркурий и Венера, потому что период их обращения по небесной сфере равен одному году, как и у Солнца. Аристотель и Платон помещали эти планеты между Солнцем и Марсом. Аристотель обосновывал это тем, что никакая из планет никогда не заслоняла собою Солнце и Луну, хотя обратное (покрытие планет Луной) наблюдалось неоднократно.
Меркурий, Венеру, Марс, Юпитер и Сатурн древние греки примерно до середины IV в до н. э. называли Стильбон, Фосфор и Геспер (Венера утром и вечером), Пироент, Фаэтон и Файнон, соответственно.
Греческие «божественные» имена планет появились в середине IV в до н. э.: Платон (427—347 гг. до н.э.) пользовался ещё старыми, пифагорейскими названиями планет, а Аристотель (384—322 гг. до н.э.) — уже новыми, божественными.
Начиная с Анаксимандра, предпринимались многочисленные попытки установить расстояния от Земли до небесных тел. Эти попытки были основаны на спекулятивных пифагорейских соображениях о гармонии мира. Они нашли отражение, в частности, у Платона.
Философы-ионийцы полагали, что движением небесных светил управляют силы, аналогичные тем, что действуют в земном масштабе. Так, Эмпедокл, Анаксагор, Демокрит полагали, что небесные тела не падают на Землю, поскольку их удерживает центробежная сила. Италийцы (пифагорейцы и Платон) считали, что светила, будучи богами, движутся сами по себе, как живые существа.

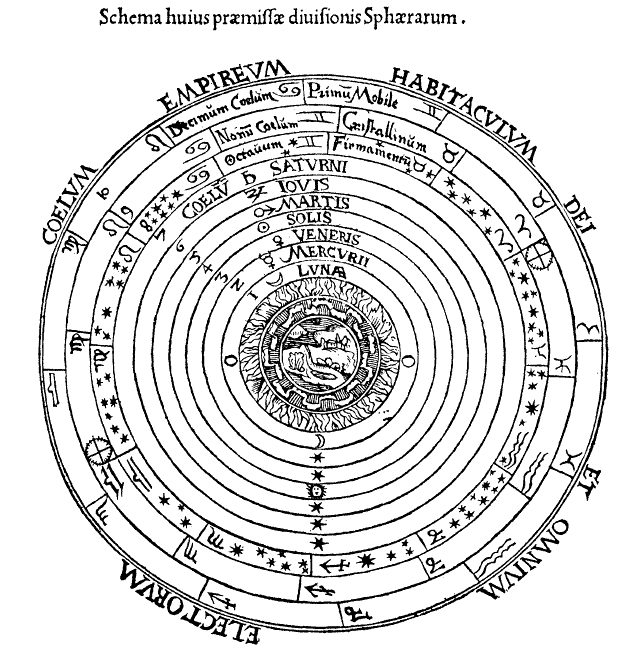
Изображение геоцентрической системы (из книги Петра Апиана «Космография», 1524 г.)

Аристотель полагал, что небесные тела переносятся в своём движении твёрдыми небесными сферами, к которым они прикреплены. В трактате «О Небе» он утверждал, что небесные тела совершают равномерные круговые движения просто потому, что такова природа составляющего их эфира. В трактате «Метафизика» он высказывает иное мнение: всё, что движется, приводится в движение чем-нибудь внешним, которое, в свою очередь, также чем-то движется, и так далее, пока мы не дойдём до двигателя, который сам по себе неподвижен. Таким образом, если небесные светила движутся посредством сфер, к которым они прикреплены, то эти сферы приводятся в движение двигателями, которые сами по себе неподвижны. За каждое небесное тело ответственно несколько «неподвижных двигателей», по числу сфер, которые его несут. Находящаяся на границе мира сфера неподвижных звёзд должна иметь только один двигатель, поскольку она совершает лишь одно движение — суточное вращение вокруг оси. Поскольку эта сфера охватывает весь мир, соответствующий двигатель (перводвигатель) и является в конечном итоге источником всех движений во Вселенной. Все неподвижные двигатели разделяют те же качества, что и перводвигатель: они являются нематериальными бестелесными образованиями и представляют собой чистый разум (латинские средневековые учёные называли их интеллигенциями и обычно отождествляли с ангелами).
Геоцентрическая система мира стала основной космологической моделью вплоть до XVII века н.э. Однако учёные классического периода развивали и другие взгляды. Так, среди пифагорейцев было довольно широко распространено мнение (обнародованное Филолаем Кротонским в конце V века до н.э.), что в середине мира располагается некий Центральный огонь, вокруг которого, наряду с планетами, вращается и Земля, делая полный оборот за сутки; Центральный огонь невидим, поскольку между ним и Землёй движется ещё одно небесное тело — Противоземля. Несмотря на искусственность этой системы мира, она имела важнейшее значение для развития науки, поскольку впервые в истории Земля была названа одной из планет. Пифагорейцы выдвинули также мнение, что суточное вращение небосвода объясняется вращением Земли вокруг своей оси. Это мнение было поддержано и обосновано Гераклидом Понтийским (2-я половина IV века до н.э.). Кроме того, на основании дошедших до нас скудных сведений можно предположить, что Гераклид считал Венеру и Меркурий обращающимися вокруг Солнца, которое, в свою очередь, обращается вокруг Земли. Существует и другая реконструкция системы мира Гераклида: и Солнце, и Венера, и Земля вращаются по окружностям вокруг единого центра, причём период одного оборота Земли равен году. В таком случае теория Гераклида являлась органическим развитием системы мира Филолая и непосредственной предшественницей гелиоцентрической системы мира Аристарха.
Среди философов были значительные разногласия насчёт того, что находится вне Космоса. Некоторые философы считали, что там располагается бесконечное пустое пространство; по мнению Аристотеля, вне Космоса нет ничего, даже пространства; атомисты Левкипп, Демокрит и их сторонники полагали, что за нашим миром (ограниченным сферой неподвижных звёзд) находятся другие миры. Наиболее близкими к современным были взгляды Гераклида Понтийского, согласно которому неподвижные звёзды — это и есть другие миры, располагающиеся в бесконечном пространстве.

### Объяснение астрономических явлений и природы небесных тел
Классический период характеризуется широким распространением спекуляций о природе небесных тел. Вероятно, Фалес Милетский первым предположил, что Луна светит отражённым светом Солнца и на этой основе впервые в истории дал правильное объяснение природы солнечных затмений. Объяснение лунных затмений и лунных фаз было впервые дано Анаксагором из Клазомен. Солнце Анаксагор считал гигантским камнем (величиной более Пелопоннесского полуострова), раскалённым за счёт трения о воздух (за что философ чуть было не подвергся смертной казни, поскольку эта гипотеза была сочтена противоречащей государственной религии). Эмпедокл полагал Солнце не самостоятельным объектом, а отражением на небосводе Земли, освещённой небесным огнём. Пифагореец Филолай полагал, что Солнце является прозрачным сферическим телом, светящимся потому, что преломляет свет небесного огня; то, что мы видим в качестве дневного светила, это изображение, получающееся в атмосфере Земли. Некоторые философы (Парменид, Эмпедокл) полагали, что яркость дневного неба обусловлена тем, что небосвод состоит из двух полусфер, светлой и тёмной, период обращений которых вокруг Земли составляет сутки, как и период обращения Солнца. Аристотель полагал, что принимаемое нами излучение небесных тел порождается не ими самими, а нагреваемым ими воздухом (частью подлунного мира).
Большое внимание греческих учёных привлекали кометы. Пифагорейцы считали их разновидностью планет. Такого же мнения придерживался и Гиппократ Хиосский, полагавший также, что хвост принадлежит не самой комете, а иногда приобретается в её блужданиях в пространстве. Эти мнения были отвергнуты Аристотелем, который считал кометы (как и метеоры) воспламенением воздуха в верхней части подлунного мира. Причина этих воспламенений заключается в неоднородности окружающего Землю воздуха, наличия в нём легковоспламеняющихся включений, которые вспыхивают из-за передачи тепла от вращающегося над подлунным миром эфира.
По мнению Аристотеля, ту же природу имеет и Млечный Путь; вся разница в том, что в случае комет и метеоров свечение возникает из-за нагрева воздуха одной конкретной звездой, в то время как Млечный Путь возникает из-за нагрева воздуха всей надлунной областью. Некоторые пифагорейцы вместе с Энопидом Хиосским считали Млечный Путь выжженной траекторией, по которому некогда обращалось Солнце. Анаксагор полагал Млечный Путь кажущимся скоплением звёзд, находящимся в том месте, где на небосвод падает земная тень. Совершенно правильную точку зрения высказал Демокрит, который полагал, что Млечный Путь — это совместное свечение многих расположенных рядом звёзд.

### Математическая астрономия

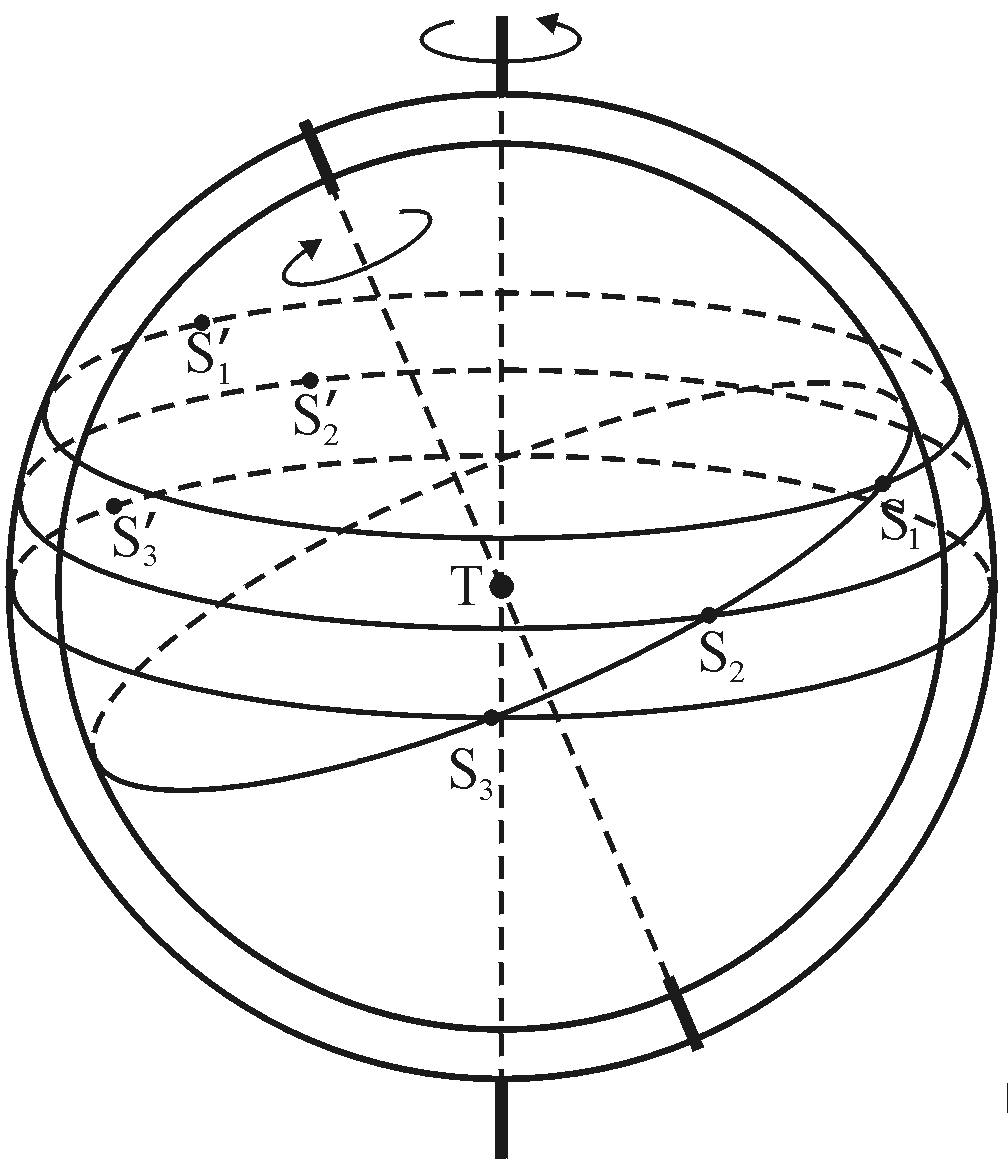
Движение Солнца как суперпозиция годичного движения по эклиптике (внутренняя сфера) и суточного параллельно небесному экватору (внешняя сфера). T — Земля.

Главным достижением математической астрономии рассматриваемого периода является концепция небесной сферы. Вероятно, изначально это было чисто умозрительное представление, основанное на соображениях эстетики. Однако позднее было осознано, что явления восхода и захода светил, их кульминации действительно происходят таким образом, будто бы звезды были жёстко скреплены со сферическим небосводом, вращающимся вокруг наклонённой к земной поверхности оси. Таким образом естественно объяснялись основные особенности движений звёзд: каждая звезда всегда восходит в одной и той же точке горизонта, разные звезды за одно и то же время проходят по небу разные дуги, причём чем ближе звезда к полюсу мира, тем меньшую дугу она проходит за одно и то же время. Необходимым этапом работы по созданию этой теории должно было стать осознание того, что размер Земли неизмеримо мал по сравнению с размером небесной сферы, что давало возможность пренебрегать суточными параллаксами звёзд. До нас не дошли имена людей, совершивших эту важнейшую интеллектуальную революцию; скорее всего, они принадлежали к пифагорейской школе. Наиболее раннее дошедшие до нас руководство по сферической астрономии принадлежит Автолику из Питаны (около 310 г. до н.э.). Там доказано, в частности, что точки вращающейся сферы, не лежащие на её оси, при равномерном вращении описывают параллельные круги, перпендикулярные оси, причём за равное время все точки поверхности описывают подобные дуги.
Другим важнейшим достижением математической астрономии классической Греции является введение представления об эклиптике — большом круге, наклонённом по отношению к небесному экватору, по которому совершает своё движение среди звёзд Солнце. Вероятно, это представление было введено знаменитым геометром Энопидом Хиосским, который также сделал и первую попытку измерения наклона эклиптики к экватору (24°).

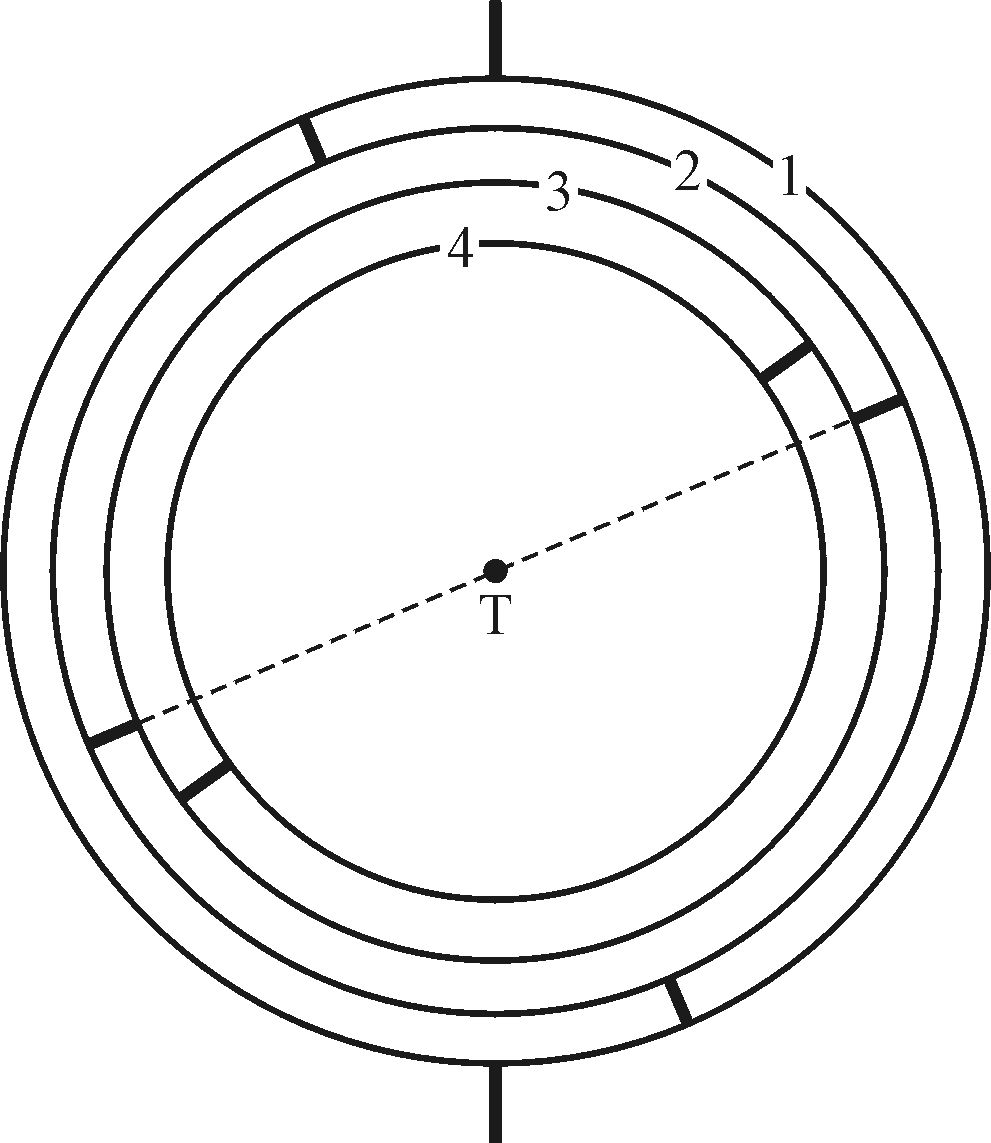
Система из четырёх концентрических сфер, использовавшаяся для моделирования движения планет в теории Евдокса. Цифрами обозначены сферы, отвечавшие за суточное вращение небосвода (1), за движение вдоль эклиптики (2), за попятные движения планеты (3 и 4). T — Земля, пунктирная линия изображает эклиптику (экватор второй сферы).

В основу геометрических теорий движения небесных тел древнегреческие астрономы положили следующий принцип: движение каждой планеты, Солнца и Луны является комбинацией равномерных круговых движений. Этот принцип, предложенный Платоном или ещё пифагорейцами, исходит из представления о небесных телах как о божествах, которым может быть присущ только самый совершенный вид движения — равномерное движение по окружности. Как считается, первую теорию движения небесных тел, основанную на этом принципе, предложил Евдокс Книдский. Это была теория гомоцентрических сфер — разновидность геоцентрической системы мира, в которой небесные тела считаются жёстко прикреплёнными к комбинации скреплённых между собой жёстких сфер с общим центром. Усовершенствованием этой теории занимался Каллипп из Кизика, а Аристотель положил её в основу своей космологической системы. Теория гомоцентрических сфер была впоследствии оставлена, так как предполагает неизменность расстояний от светил до Земли (каждое из светил движется по сфере, центр которой совпадает с центром Земли). Однако к концу классического периода уже было накоплено значительное количество свидетельств того, что расстояния небесных тел от Земли на самом деле меняются: значительные изменения блеска некоторых планет, непостоянство углового диаметра Луны, наличие наряду с полными и кольцеобразных солнечных затмений.
По мнению ван дер Вардена, пифагорейцы ещё доплатоновой эпохи разработали также теории движения планет, основанные на модели эпициклов. Ему даже удалось восстановить некоторые параметры этой ранней теории эпициклов. Достаточно успешными были теории движения внутренних планет и Солнца, причём последняя теория, по мнению исследователя, была положена в основу календаря Каллиппа. Мнение ван дер Вардена, однако, не разделяется большинством историков науки.

## Эллинистический период (III—II века до н. э.)
Важнейшую организующую роль в науке этого периода играет Александрийская библиотека и Мусейон. Хотя в начале эллинистического периода возникли две новые философские школы, стоиков и эпикурейцев, научная астрономия уже достигла уровня, который позволил ей развиваться практически не испытывая влияния со стороны тех или иных философских доктрин (не исключено, однако, что религиозные предрассудки, увязанные с философией стоицизма, оказали негативное влияние на распространение гелиоцентрической системы: см. ниже пример Клеанфа).
Астрономия становится точной наукой. Важнейшими задачами астрономов становятся: (1) установление масштабов мира исходя из теорем геометрии и данных астрономических наблюдений, а также (2) построение обладающих предсказательной силой геометрических теорий движения небесных тел. Высокого уровня достигает методика астрономических наблюдений. Объединение античного мира Александром Македонским делает возможным обогащение астрономии Греции за счёт достижений вавилонских астрономов. Вместе с тем, углубляется разрыв между целями астрономии и физики, не столь очевидный в предыдущем периоде.
В течение большей части эллинистического периода у греков не прослеживается влияние астрологии на развитие астрономии.

### Источники

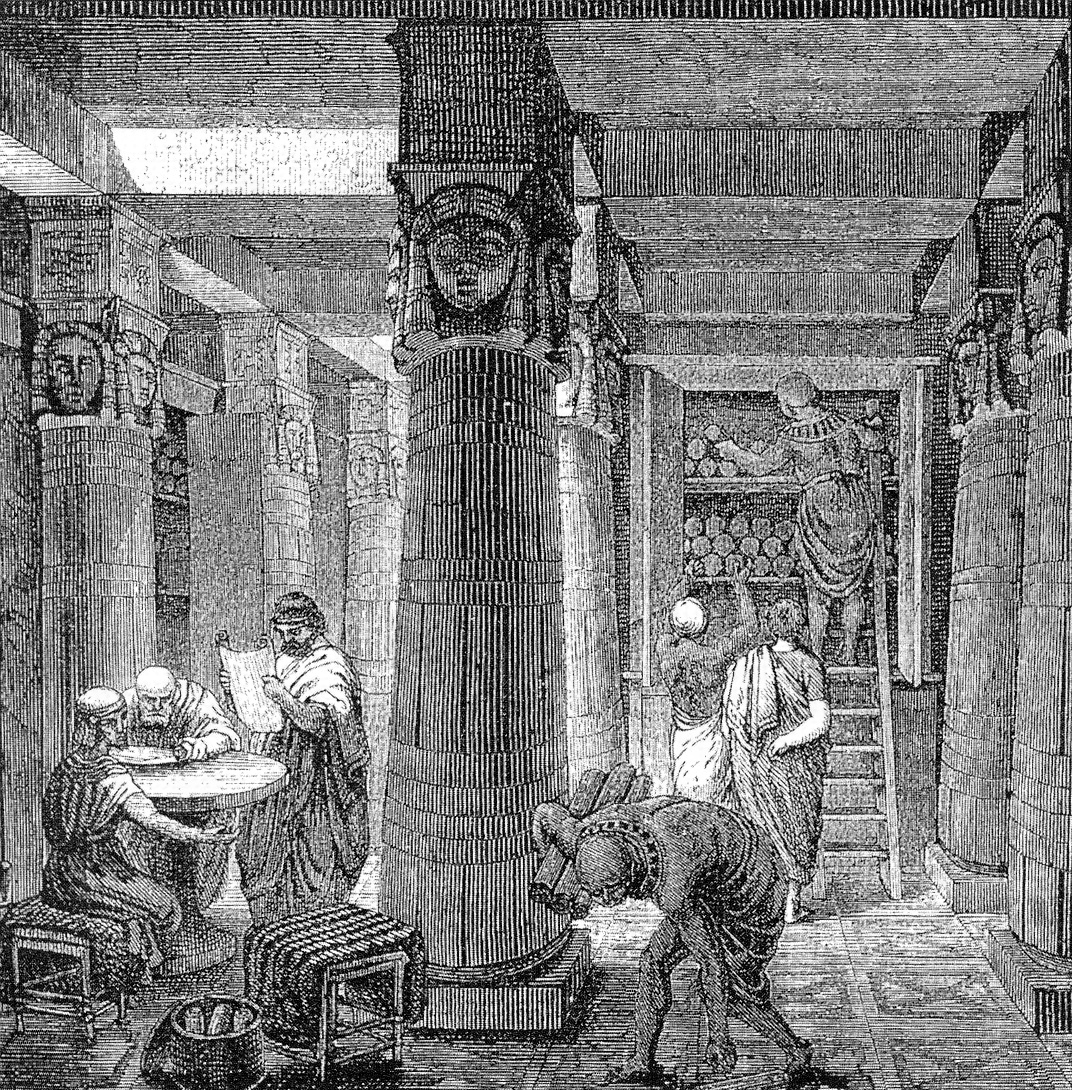
Учёные занятия в Александрийской библиотеке

### Философский фундамент астрономии
Эллинистический период отмечен возникновением новых философских школ, две из которых (эпикурейцев и стоиков) сыграли заметную роль в развитии космологии.
Школа Эпикура возникла в IV веке до н.э. в Афинах. В основном, эпикурейцы развивали идеи атомистов. Оригинальным было эпикурово объяснение причины неподвижности Земли: он предположил, что на самом деле Земля падает в некую «мировую бездну», но мы не замечаем этого падения, так как падаем вместе с Землёй. Процесс космообразования выглядит следующим образом: все атомы падают в «мировую бездну» по параллельным путям, с равными скоростями, независимо от их веса и размера. Однако атомам присущ и ещё один вид движения — случайные движения вбок, которые приводят к отклонениям от прямолинейных траекторий, из-за чего атомы сталкиваются. Это и ведёт к формированию Земли и других тел. Активная деятельность богов при этом не предполагалась, благодаря чему эпикурейцы пользовались репутацией атеистов. Эпикурейцы утверждали возможность существования бесконечного множества миров, аналогичных нашему. Одни и те же явления в разных мирах могут иметь разные причины. Так, римский поэт Тит Лукреций Кар (I в. до н.э.), выразивший взгляды Эпикура в поэме «О природе вещей», пишет, что фазы Луны могут происходить и по причине того, что её по-разному освещает Солнце, и из-за того что Луна по природе своей имеет одно светлое и одно тёмное полушарие; может быть, Солнце вращается вокруг Земли, но не исключено, что каждый день над нами светит новое Солнце. Параллельность же траекторий атомов подразумевала плоскую форму Земли, что ставило эпикурейцев в оппозицию всем астрономам и географам того периода, полагавшим шарообразность Земли доказанной.
Наиболее популярной философской школой как в эллинистическую эпоху, так и в эпоху Римской империи, была школа стоиков, основанная в Афинах в конце IV века до н.э. Зеноном из Китиона. Стоики полагали, что Космос периодически рождается из огня и в огне гибнет. Огонь способен превращаться в три других элемента — воздух, воду и землю. При этом вся Вселенная пронизана особой тончайшей материей — пневмой. Космос как целое является живым и разумным существом, душа которого состоит из пневмы. В центре мира находится шарообразная Земля, находящаяся в покое из-за того, что силы, действующие на неё с разных сторон Вселенной, уравновешиваются. За пределами Космоса — бесконечное пустое пространство.
Несмотря на радикальные противоречия между стоиками и эпикурейцами, они имели близкие воззрения по некоторым физическим вопросам. Так, по мнению тех и других, нет таких понятий, как абсолютно лёгкие и абсолютно тяжёлые тела; все вещество стремится к центру мира, просто одни частицы обладают большей тяжестью, чем другие. Вследствие этого в центре мира концентрируется наиболее тяжёлая материя, образующая Землю, в то время как более лёгкая вытесняется к периферии. Того же мнения придерживался и выдающийся философ Стратон из Лампсака, возглавлявший школу перипатетиков после смерти Теофраста, ученика Аристотеля.

### Практическая астрономия

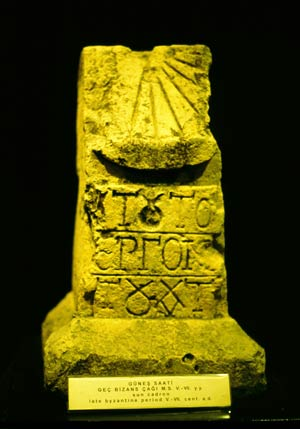
Древнегреческие солнечные часы

Календарь. Каллиппово значение длины тропического года (365+(1/4) дня) было положено в основу так называемого зодиакального календаря, или календаря Дионисия (первый год начинался 28 июня 285 г. до н.э.) — солнечного календаря, в котором календарный цикл состоял из трёх лет по 365 дней и одного в 366 дней (как и в юлианском календаре). В 238 году до н.э. базилевс Египта Птолемей III Эвергет сделал неудавшуюся попытку внедрения аналогичного календаря в гражданскую жизнь своей страны.
С целью усовершенствования календаря учёные эллинистической эпохи производили наблюдения солнцестояний и равноденствий: длина тропического года равна промежутку времени между двумя солнцестояниями или равноденствиями, делённому на полное число лет. Они понимали, что точность вычисления тем выше, чем больше промежуток между используемыми событиями. Наблюдениями такого рода занимались, в частности, Аристарх Самосский, Архимед Сиракузский, Гиппарх Никейский и ряд других астрономов, имена которых неизвестны.
В библиотеке Ватикана хранится рукопись, в которой приведены данные о величине года согласно измерениям некоторых древних астрономов. В частности, Аристарху приписано два разных значения. Записи сильно искажены, но анализ документа позволил выяснить, что одно из приписанных Аристарху значений близко к продолжительности тропического, другое — звёздного года (соответственно, 365+(1/4)-(15/4868) дней и 365+(1/4)+(1/152) дня). Поскольку тропический год является промежутком времени между двумя последовательными прохождениями Солнца через точку весеннего равноденствия, из неравенства тропического и звёздного года автоматически следует движение точек равноденствий навстречу годичному движению Солнца, то есть предварение равноденствий, или прецессия.

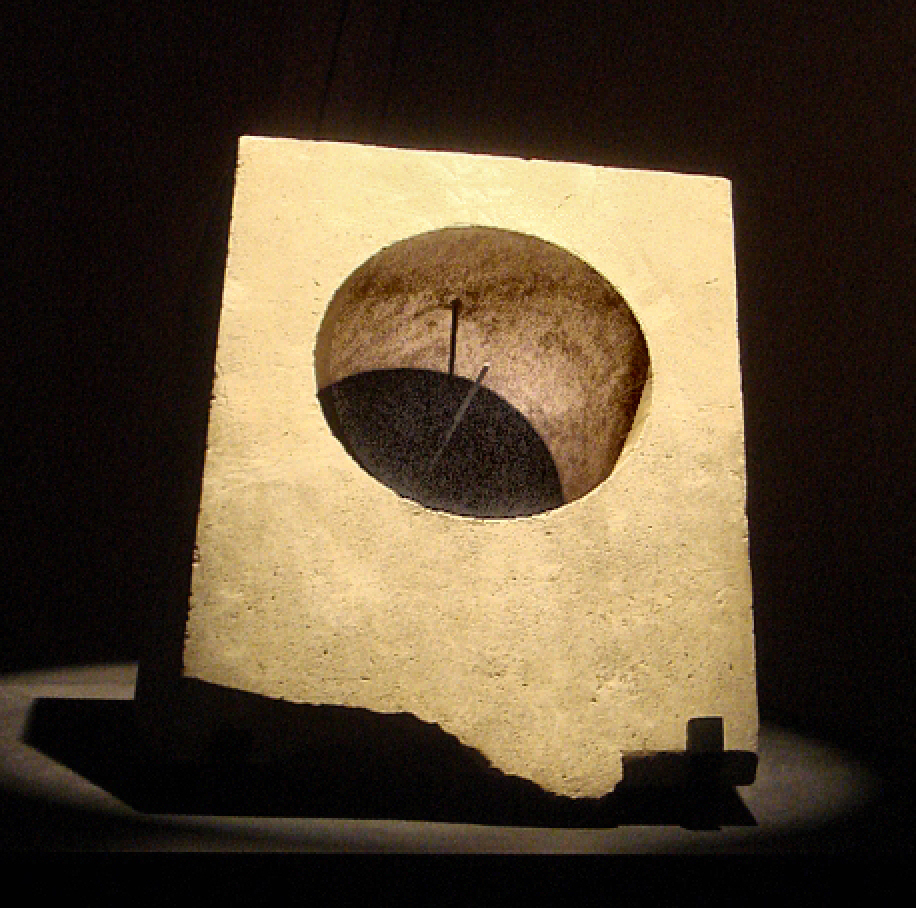
Греческие солнечные часы в греко-бактрийском городе Ай-Хануме (совр. Афганистан), III—II века до н.э.

Однако обычно открытие прецессии приписывается Гиппарху, который показал перемещение точек равноденствия среди звёзд в результате сопоставления координат некоторых звёзд, измеренных Тимохарисом и им самим. По Гиппарху, угловая скорость движения точек равноденствия составляет 1° в столетие. Такое же значение следует из величин звёздного и тропического года по Аристарху, восстановленного из Ватиканских манускриптов (на самом деле, величина прецессии составляет 1° за 72 года).
По определению Гиппарха продолжительность тропического года составляет 365+(1/4)-(1/300) дня (на 6 минут длиннее правильного значения в ту эпоху). Исходя из этого значения Гиппарх внёс очередное усовершенствование в лунно-солнечный календарный цикл: 1 цикл Гиппарха составляет 4 цикла Каллиппа без одного дня:
Возможно, греческие астрономы эллинистической эпохи использовали в своих работах результаты астрономов Месопотамии, ставшие доступными после образования империи Александра Македонского. В пользу этого говорит то, что значение длины синодического месяца, использованное Гиппархом, также встречается в вавилонских глиняных таблицах. Возможно, однако, что поток информации был двусторонним: встречающаяся в вавилонских глиняных таблицах длина тропического года 365+(1/4)-(5/1188) дней почти наверняка получена исходя из промежутка времени между летними солнцестояниями Гиппарха (135 г. до н.э., о. Родос) и Метона (432 г. до н.э., Афины). Только что упомянутое значение длины синодического месяца также впервые могло быть получено греческими астрономами школы Аристарха. О наличии потока информации с запада на восток говорит также поддержка вавилонянином Селевком греческой концепции движения Земли.
Угломерные наблюдения. Начиная с IV или даже с V века до н.э. в качестве наклона эклиптики к экватору принималось значение 24°. Новое определение этой величины произвёл в конце III века до н.э. Эратосфен в Александрии. Он нашёл, что этот угол составляет 11/83 частей полукруга, или 23°51' (истинное значение этой величины в ту эпоху составляло 23°43'). Полученное Эратосфеном значение было использовано Птолемеем в «Альмагесте». Однако в нескольких независимых исследованиях было показано, что ряд дошедших до нас образцов античных астрономических и географических работ основан на гораздо более точном значении величины наклона эклиптики к экватору: 23°40'.
Александрийские астрономы Тимохарис (~290 год до н.э.) и Аристилл (~260 год до н.э.) производили измерения координат неподвижных звёзд. На протяжении этих десятилетий точность таких наблюдений существенно выросла: от 12' у Тимохариса до 5' у Аристилла. Столь существенный прогресс говорит о наличии в Александрии мощной школы наблюдательной астрономии.
Работу по определению звёздных координат продолжил во второй половине II века до н.э. Гиппарх, составивший первый в Европе звёздный каталог, включивший точные значения координат около тысячи звёзд. Этот каталог до нас не дошёл, но не исключено, что каталог из птолемеева «Альмагеста» почти целиком является каталогом Гиппарха с пересчитанными за счёт прецессии координатами. При составлении своего каталога Гиппарх впервые ввёл понятие звёздных величин.
Во второй половине III века до н.э. александрийские астрономы также производили наблюдения положений планет. В их числе были Тимохарис, а также астрономы, чьи имена нам неизвестны (всё, что мы о них знаем, это то, что для датировки своих наблюдений они использовали зодиакальный календарь Дионисия). Побудительные мотивы александрийских наблюдений не вполне ясны.
С целью определения географической широты в различных городах проводились наблюдения высоты Солнца во время солнцестояний. При этом достигалась точность порядка нескольких угловых минут, максимально достижимая невооружённым глазом. Для определения долготы использовались наблюдения лунных затмений (разность долгот между двумя пунктами равна разности местного времени, когда произошло затмение).

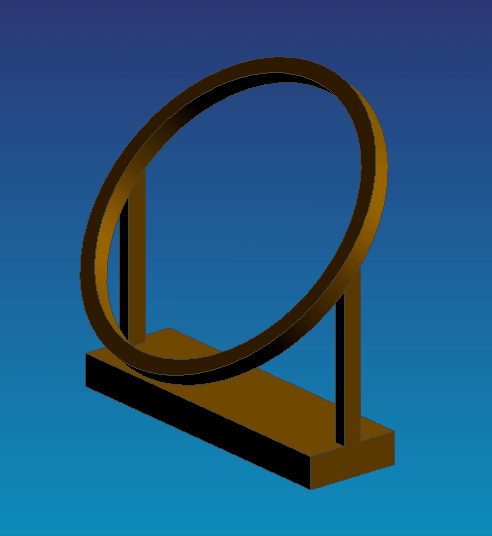
Экваториальное кольцо.

Архимед в «Исчислении песчинок» приводит результаты измерения углового диаметра Солнца: от 1/164 до 1/200 прямого угла (то есть от 32’55" до 27'). По более ранней оценке Аристарха, эта величина составляет 30'; её истинное значение колеблется от 31’28" до 32’37".
Астрономические инструменты. Вероятно, для наблюдения положения ночных светил использовалась диоптра, а для наблюдения Солнца — полуденный круг; весьма вероятно также использование астролябии (изобретение которой иногда приписывается Гиппарху) и армиллярной сферы. По словам Птолемея, для определения моментов равноденствий Гиппарх использовал экваториальное кольцо.
Архимед построил небесный глобус — механический планетарий, помещаясь внутрь которого человек мог видеть движение по небосводу планет, Луны и Солнца, лунные фазы, солнечные и лунные затмения.

### Космология
Получив поддержку со стороны стоиков, геоцентрическая система мира продолжала оставаться основной космологической системой в эллинистический период. Сочинение по сферической астрономии, написанное Евклидом в начале III в. до н.э., также основано на геоцентрической точке зрения. Однако в первой половине этого столетия Аристарх Самосский предложил альтернативную, гелиоцентрическую систему мира, согласно которой:
- Солнце и звезды неподвижны;
- Солнце расположено в центре мира;
- Земля обращается вокруг Солнца за год и вокруг оси за сутки.

Исходя из гелиоцентрической системы и ненаблюдаемости годичных параллаксов звёзд, Аристарх первым сделал вывод, что расстояние от Земли до Солнца пренебрежимо мало по сравнению с расстоянием от Солнца до звёзд. Этот вывод с достаточной долей симпатии приводит Архимед в своём сочинении «Исчисление песчинок» (одном из основных источников нашей информации о гипотезе Аристарха), что можно считать косвенным признанием гелиоцентрической космологии сиракузским учёным. Возможно, в других своих трудах Архимед развивал иную модель устройства Вселенной, в которой Меркурий и Венера, а также Марс обращаются вокруг Солнца, которое, в свою очередь, движется вокруг Земли (при этом путь Марса вокруг Солнца охватывает Землю).
Большинство историков науки полагает, что гелиоцентрическая гипотеза не получила сколько-нибудь значительной поддержки со стороны современников Аристарха и астрономов более позднего времени. Некоторые исследователи, однако, приводят ряд косвенных свидетельств о широкой поддержке гелиоцентризма античными астрономами. Тем не менее, известно имя только одного сторонника гелиоцентрической системы: вавилонянин Селевк, 1-я половина II века до н.э.
Стоик Клеанф полагал, что за высказывание идеи о движении Земли Аристархa следовало привлечь к суду. Привёл ли этот призыв к каким-либо последствиям, неизвестно.
Рассматриваемый период отмечен также появлением и других новаторских гипотез. Возникло мнение о возможности собственных движений «неподвижных» звёзд. Во всяком случае, согласно имеющимся свидетельствам, одним из побудительных мотивов Гиппарха при составлении своего звёздного каталога было желание обеспечить астрономов будущих поколений базой данных точных координат звёзд с целью проверки гипотезы о наличии собственных движений звёзд. С этой целью Гиппарх также записал несколько случаев, когда три или более звезды лежат примерно на одной линии.
В I веке до н.э. Гемин обнародовал мнение, что звёзды только кажутся лежащими на одной сфере, а на самом деле они располагаются на разных расстояниях от Земли. Есть все основания полагать, что это мнение также зародилось ранее, в III или II веке до н.э., поскольку оно ассоциируется с возможностью существования собственных движений звёзд: наличие таких движений несовместимо с представлением о звёздах как о телах, закреплённых на одной сфере. Оба этих предположения также хорошо гармонируют с гелиоцентрической системой: характерное для геоцентризма представление о неподвижности Земли требует, чтобы звёзды были жёстко закреплены на небесной сфере, поскольку в этом случае суточное вращение неба считается реальным, а не кажущимся, как в случае вращающейся Земли.
Некоторые философы выражали и достаточно архаические взгляды, давно оставленные наукой. Так, последователи Эпикура считали Землю плоской, падающей в «мировую бездну».
Некоторые другие стороны учения эпикурейцев, впрочем, выглядят достаточно передовыми для своего времени. Например, они полагали возможным существование, помимо нашего, и других миров (каждый из которых конечен и ограничен сферой неподвижных звёзд). Их основные соперники, стоики, считали мир единым, конечным и погружённым в бескрайнее пустое пространство. Наибольший интерес представляет точка зрения гелиоцентриста Селевка, полагавшего мир бесконечным.

### Попытки установления масштабов Вселенной
Характерные для предыдущего этапа попытки установления расстояний до светил исходя из спекулятивных пифагорейских соображений о гармонии мира не нашли своё продолжение в эллинистический период. В III—II веках до н.э. астрономы сделали ряд оценок расстояний до небесных тел исключительно с учётом теорем евклидовой геометрии и простых физических соображений. Первая из дошедших до нас таких попыток принадлежит Аристарху Самосскому и описана в его труде «О размерах и расстояниях Солнца и Луны». Оценив угловое расстояние Луны от Солнца в квадратурах (когда с Земли наблюдается половина лунного диска) и сделав предположение о свечении Луны отражённым солнечным светом, он оценил отношение расстояний до Солнца и Луны в 19 раз; поскольку угловые размеры обоих светил на небе примерно одинаковы, Солнце оказывается во столько же раз больше Луны по радиусу, то есть в 19 раз. Анализируя далее лунное затмение (привлекая данные о соотношении углового размера лунной тени и видимого радиуса Луны), он вычислил, что отношение радиусов Солнца и Земли составляет 20:3. Эта оценка примерно в 20 раз меньше истинного значения, что связано с невозможностью точного определения момента лунной квадратуры. Не исключено, однако, что дошедший до нас трактат «О размерах и расстояниях Солнца и Луны» написан не самим Аристархом, а является более поздней ученической переработкой оригинального труда самосского учёного под таким же названием, сам же Аристарх полагал, что 19 и 20/3 являются лишь нижними оценками, соответственно, отношения расстояний до Солнца и Луны и отношения радиусов Солнца и Земли. Как бы то ни было, выдающимся результатом Аристарха было установление того факта, что объём Солнца во много раз превышает объём Земли. Возможно, это и привело его к гелиоцентрической гипотезе устройства мироздания.

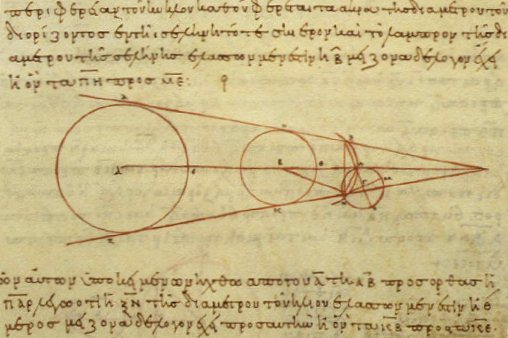
Схема, поясняющая определение радиуса Луны по методу Аристарха (византийская копия X века)

Этими задачами занимался также Гиппарх (работы самого учёного до нас не дошли, мы знаем о них только по упоминаниям других авторов). Сначала для измерения расстояния до Луны он использовал наблюдения солнечного затмения, которое в двух разных городах наблюдалось в разных фазах. Предполагая, что суточный параллакс Солнца пренебрежимо мал, Гиппарх получил, что расстояние до Луны лежит в пределах от 71 до 83 радиусов Земли. Далее Гиппарх использует, по видимому, метод определения расстояния до Луны, аналогичный использованному ранее Аристархом и предполагает, что суточный параллакс Солнца равен максимальной величине, при которой он неразличим невооружённым взглядом (по Гиппарху —  это 7', что соответствует расстоянию до Солнца в 490 радиусов Земли). В результате минимальное расстояние до Луны оказалось равным 67 1/3, максимальное 72 2/3 радиусов Земли.
Есть основания полагать, что оценки расстояний до небесных тел исходя из ненаблюдаемости их суточных параллаксов делали и другие астрономы; следует напомнить также вывод Аристарха о громадной удалённости звёзд, сделанный в соответствии с гелиоцентрической системой и ненаблюдаемостью годичных параллаксов звёзд.
Определением расстояний до небесных светил занимались также Аполлоний Пергский и Архимед, однако об использованных ими методах ничего не известно. В одной из недавних попыток реконструкций работы Архимеда сделан вывод, что полученное им расстояние до Луны составляет около 62 радиусов Земли, и что он довольно точно измерил относительные расстояния от Солнца до планет Меркурия, Венеры и Марса (основываясь при этом на модели, в которой эти планеты обращаются вокруг Солнца и вместе с ним — вокруг Земли).
К этому следует добавить определение радиуса Земли Эратосфеном. С этой целью он измерил зенитное расстояние Солнца в полдень дня летнего солнцестояния в Александрии, получив результат 1/50 полного круга. Далее, Эратосфену было известно, что в городе Сиене в этот день Солнце находится точно в зените, то есть Сиен находится на тропике. Полагая эти города лежащими точно на одном меридиане и принимая расстояние между ними равными 5000 стадиев, а также считая лучи Солнца параллельными, Эратосфен получил длину земной окружности равной 250000 стадиев. Впоследствии Эратосфен увеличил эту величину до значения 252000 стадиев, более удобного для практических расчётов. Точность результата Эратосфена трудно оценить, поскольку величина использованного им стадия неизвестна. В большинстве современных работ стадий Эратосфена принимается равным 157,5 метрам или 185 метрам. Тогда его результат для длины земной окружности, в переводе на современные единицы измерения, окажется равным, соответственно, 39690 км (всего на 0,7 % меньше истинного значения), или 46620 км (на 17 % больше истинного значения).

### Теории движения небесных тел

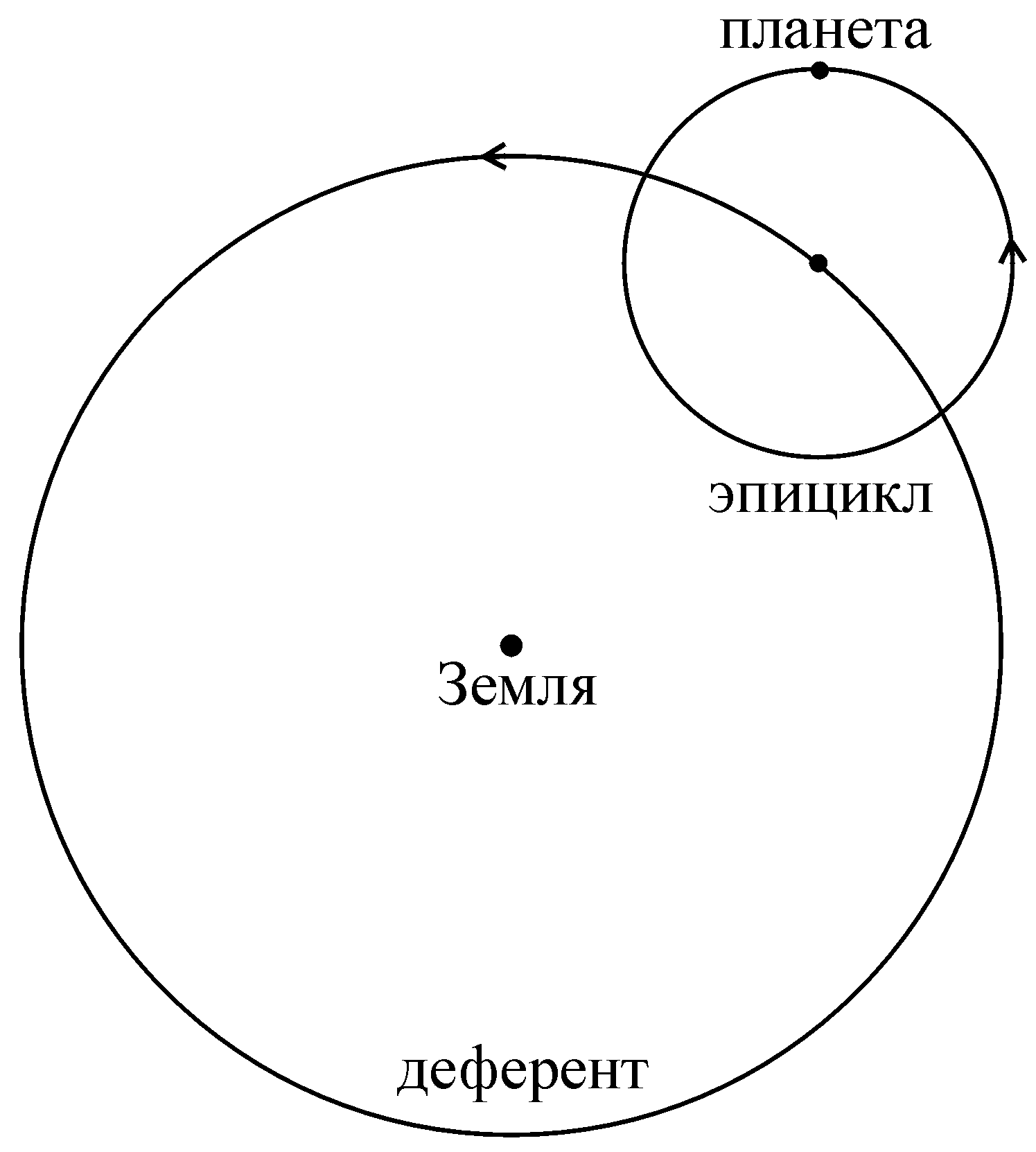
Эпицикл и деферент

В рассматриваемый период были созданы новые геометрические теории движения Солнца, Луны и планет, в основу которых был положен принцип, согласно которому движение всех небесных тел является комбинацией равномерных круговых движений. Однако этот принцип выступал не в виде теории гомоцентрических сфер, как в науке предшествующего периода, а в виде теории эпициклов, согласно которому само светило совершает равномерное движение по малому кругу (эпициклу), центр которого равномерно перемещается вокруг Земли по большому кругу (деференту). Основы этой теории, как считается, заложил Аполлоний Пергский, живший в конце III — начале II века до н. э.

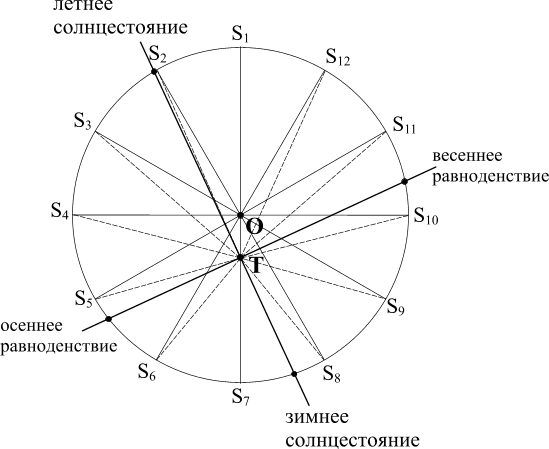
Движение Солнца в теории Гиппарха. O — центр орбиты Солнца, T — Земля

Ряд теорий движения Солнца и Луны построил Гиппарх. Согласно его теории Солнца, периоды движений по эпициклу и деференту одинаковы и равны одному году, их направления противоположны, в результате чего Солнце равномерно описывает в пространстве окружность (эксцентр), центр которой не совпадает с центром Земли. Это позволило объяснить неравномерность видимого движения Солнца по эклиптике. Параметры теории (отношение расстояний между центрами Земли и эксцентра, направление линии апсид) были определены из наблюдений. Аналогичная теория была создана для Луны, однако в предположении, что скорости движения Луны по деференту и эпициклу не совпадают. Эти теории позволили осуществлять предсказания затмений с точностью, недоступной более ранним астрономам.
Другие астрономы занимались созданием теорий движения планет. Трудность заключалась в том, что в движении планет имелись неравномерности двух видов:
- неравенство относительно Солнца: у внешних планет — наличие попятных движений, когда планета наблюдается вблизи противостояния с Солнцем; у внутренних планет — попятные движения и «привязанность» этих планет к Солнцу;
- зодиакальное неравенство: зависимость величины дуг попятных движений и расстояний между дугами от знака зодиака.

Для объяснения этих неравенств астрономы эпохи эллинизма привлекали сочетание движений по эксцентрическим кругам и эпициклам. Эти попытки были раскритикованы Гиппархом, который, однако, не предложил никакой альтернативы, ограничившись систематизацией доступных в его время данных наблюдений.

### Математический аппарат астрономии

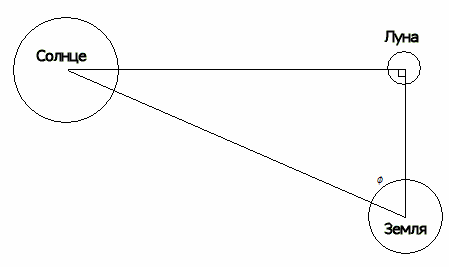
Прямоугольный треугольник Аристарха: взаимное расположение Солнца, Луны и Земли во время квадратуры

Главные успехи в развитии математического аппарата эллинистической астрономии были связаны с развитием тригонометрии. Необходимость в развитии тригонометрии на плоскости была связана с потребностью в решении астрономических задач двух видов:
- Определение расстояний до небесных тел (начиная по меньшей мере с Аристарха Самосского, занимавшегося проблемой определения расстояний и размеров Солнца и Луны),
- Определение параметров системы эпициклов и/или эксцентров, представляющих движение светила в пространстве (согласно широко распространённому мнению, эта проблема впервые была сформулирована и решена Гиппархом при определении элементов орбит Солнца и Луны; возможно, аналогичными задачами занимались и астрономы более раннего времени, но результаты их трудов до нас не дошли).

В обоих случаях астрономам требовалось вычислять стороны прямоугольного треугольника при известных значениях двух его сторон и одного из улов (определённого исходя из данных астрономических наблюдений на земной поверхности). Первым дошедшим до нас сочинением, где ставилась и решалась эта математическая задача, был трактат Аристарха Самосского «О величинах и расстояниях Солнца и Луны». В прямоугольном треугольнике, образованном Солнцем, Луной и Землёй во время квадратуры, требовалось вычислить величину гипотенузы (расстояние от Земли до Солнца) через катет (расстояние от Земли до Луны) при известном значении прилежащего угла (87°), что эквивалентно вычислению значения sin 3°. По оценке Аристарха, эта величина лежит в промежутке от 1/20 до 1/18. Попутно он доказал, в современных терминах, неравенство {\displaystyle \sin \alpha /\sin \beta <\alpha /\beta <\tan \alpha /\tan \beta } (содержащееся также в «Исчислении песчинок» Архимеда).
Начиная по крайней мере с Гипсиклa, астрономы эллинистической эпохи в качестве меры угла использовали 1/360 часть окружности (градус). Вероятно, эта угловая мера была заимствована ими у астрономов Месопотамии. Вместо синусов греческие астрономы чаще использовали хорды: хорда угла α равна удвоенному синуса угла α/2. По некоторым реконструкциям, первая таблица хорд была составлена ещё в III веке до н.э., возможно, Аполлонием Пергским. Широко распространено мнение, что таблица хорд была составлена Гиппархом, которому она понадобилась при определении параметров орбит Солнца и Луны исходя из наблюдаемых данных. Возможно, в основе вычисления таблицы Гиппарха лежал метод, разработанный Архимедом.
Историки не пришли к консенсусу насчёт степени развития у астрономов эллинистического периода геометрии небесной сферы. Некоторые исследователи приводят доводы, что по меньшей мере во времена Гиппарха для записи результатов астрономических наблюдений использовалась эклиптическая или экваториальная система координат. Возможно, тогда были известны и некоторые теоремы сферической тригонометрии, которые могли использоваться для составления звёздных каталогов и в геодезии.
В работе Гиппарха содержатся также признаки знакомства со стереографической проекцией, используемой при конструировании астролябий. Открытие стереографической проекции приписывается Аполлонию Пергскому; во всяком случае, он доказал важную теорему, лежащую в её основе.

## Период упадка (I век до н. э. — I век н. э.)

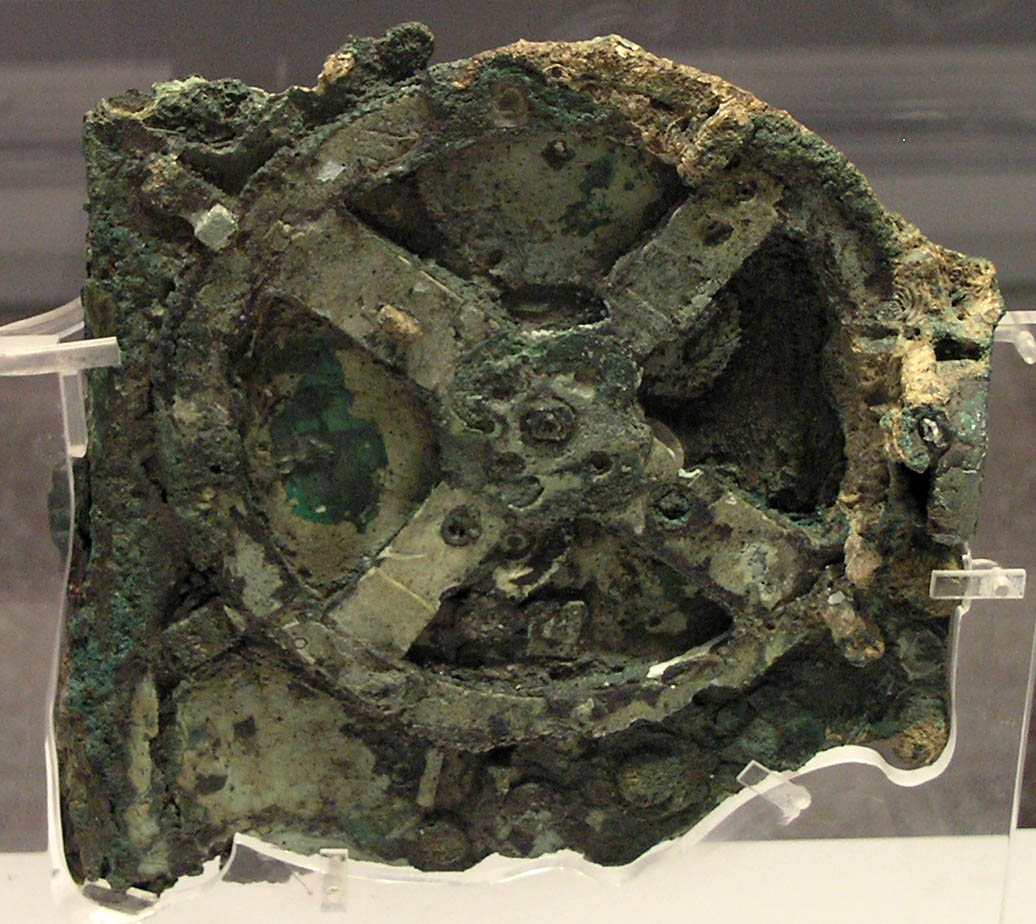
Антикитерский механизм (фрагмент). Место хранения — Национальный археологический музей Афин

В этот период активность в области астрономической науки близка к нулю, зато вовсю цветёт пришедшая из Вавилона астрология. Как свидетельствуют многочисленные папирусы эллинистического Египта того периода, гороскопы составлялись не на основе геометрических теорий, разработанных греческими астрономами предшествующего периода, а на основе гораздо более примитивных арифметических схем вавилонских астрономов. Во II в. до н.э. возникло синтетическое учение, включавшее в себя вавилонскую астрологию, физику Аристотеля и учение стоиков о симпатической связи всего сущего, развитое Посидонием Апамейским. Его частью было представление об обусловленности земных явлений вращением небесных сфер: поскольку «подлунный» мир постоянно находится в состоянии вечного становления, в то время как «надлунный» мир находится в неизменном состоянии, второй является источником всех изменений, происходящих в первом.
Несмотря на отсутствие развития науки, существенной деградации также не происходит, свидетельством чего является дошедшие до нас добротные учебники «Введение в явления» Гемина (I век до н.э.) и «Сферика» Феодосия Вифинского (II или I век до н.э.). Последний является промежуточным по уровню между аналогичными трудами ранних авторов (Автолика и Евклида) и более поздним трактатом «Сферика» Менелая (I в. н.э.). Также до нас дошли ещё два небольших сочинения Феодосия: «О жилищах», где приведено описание звёздного неба с точки зрения наблюдателей, находящихся на разных географических широтах, и «О днях и ночах», где рассматривается движение Солнца вдоль эклиптики. Сохранялась и связанная с астрономией технология, на основе которой был создан механизм из Антикиферы — калькулятор астрономических явлений, созданный в I веке до н.э.

## Имперский период (II—V века н. э.)
Астрономия постепенно возрождается, но с заметной примесью астрологии. В этот период создаётся ряд обобщающих астрономических трудов. Однако новый расцвет стремительно сменяется застоем и затем новым кризисом, на этот раз ещё более глубоким, связанным с общим упадком культуры в период крушения Римской империи, а также с радикальным пересмотром ценностей античной цивилизации, произведённым ранним христианством.

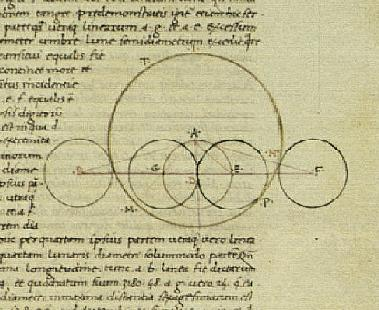
Иллюстрация из «Альмагеста» (латинский перевод Георгия Трапезундского, 1451 г.)

### Практическая астрономия

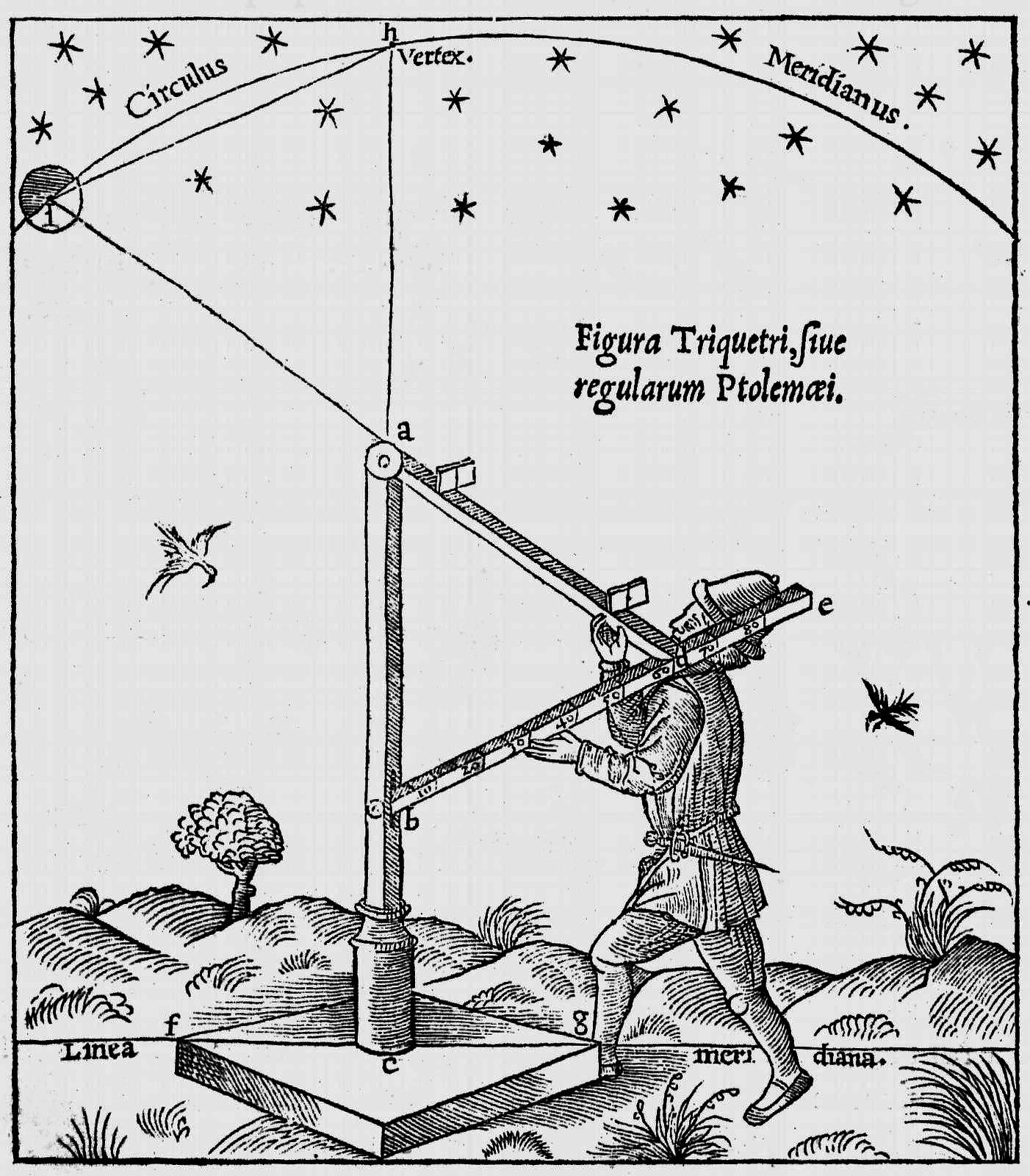
Трикветрум Клавдия Птолемея (из книги 1544 г.)

Задачей планетных наблюдений рассматриваемого периода является обеспечение численным материалом теорий движения планет, Солнца и Луны. С этой целью производили свои наблюдения Менелай Александрийский, Клавдий Птолемей и другие астрономы (по вопросу подлинности наблюдений Птолемея ведётся напряжённая дискуссия). В случае Солнца, основные усилия астрономов по прежнему были направлены на точную фиксацию моментов равноденствий и солнцестояний. В случае Луны, наблюдались затмения (фиксировался точный момент наибольшей фазы и положение Луны среди звёзд), а также моменты квадратур. Для внутренних планет (Меркурия и Венеры), основной интерес представляли наибольшие элонгации, когда эти планеты находятся на наибольшем угловом расстоянии от Солнца. У внешних планет особый упор делался на фиксировании моментов противостояний с Солнцем и их наблюдении в промежуточные моменты времени, а также на изучении их попятных движений. Большое внимание астрономов привлекали также такие редкие явления, как соединения планет с Луной, звёздами и друг с другом.
Производились также наблюдения координат звёзд. Птолемей приводит в «Альмагесте» звёздный каталог, где, по его утверждению, каждую звезду он наблюдал самостоятельно. Не исключено, однако, что этот каталог почти целиком является каталогом Гиппарха с пересчитанными за счёт прецессии координатами звёзд.
Последние астрономические наблюдения в античности были произведены в конце V века Проклом и его учениками Гелиодором и Аммонием.
Птолемей описывает несколько астрономических инструментов, бывших в употреблении в его время. Это квадрант, равноденственное кольцо, полуденный круг, армиллярная сфера, трикветрум, а также специальный прибор для измерения углового размера Луны. Герон Александрийский упоминает ещё один астрономический инструмент — диоптру.
Постепенно получает распространение астролябия, в средние века ставшая главным инструментом астрономов. Являющаяся математической основой астролябии стереографическая проекция была использована в так называемом «указателе бурной погоды», описанным Витрувием и представляющим собой механический аналог подвижной карты звёздного неба. В своей работе «О планисфере» Птолемей описывает стереографическую проекцию и отмечает, что она является математической основой «гороскопического инструмента», по описанию совпадающего с астролябией. В конце IV века н.э. трактат об астролябии был написан Теоном Александрийским; это сочинение до нас не дошло, но его содержание может быть восстановлено на основании трудов более поздних авторов. По сообщению Синезия, в изготовлении астролябий принимала участие дочь Теона, легендарная Гипатия. Самые ранние дошедшие до нас трактаты об астролябии были написаны Аммонием Гермием в конце V или начале VI века и немного позднее его учеником Иоанном Филопоном.

### Математический аппарат астрономии
Продолжалось развитие тригонометрии. Менелай Александрийский (около 100 года н.э.) написал монографию «Сферика» в трёх книгах. В первой книге он изложил теорию сферических треугольников, аналогичную теории Евклида о плоских треугольниках, изложенную в I книге «Начал». Кроме того, Менелай доказал теорему, для которой нет евклидового аналога: два сферических треугольника конгруэнтны (совместимы), если соответствующие углы равны. Другая его теорема утверждает, что сумма углов сферического треугольника всегда больше 180°. Вторая книга «Сферики» излагает применение сферической геометрии к астрономии. Третья книга содержит «теорему Менелая», известную также как «правило шести величин».
Самой значимой тригонометрической работой античности является птолемеев «Альмагест». Книга содержит новые таблицы хорд. Для вычисления хорд использовалась (в главе X) теорема Птолемея (известная, впрочем, ещё Архимеду), которая утверждает: сумма произведений длин противоположных сторон выпуклого вписанного в круг четырёхугольника равна произведению длин его диагоналей. Из этой теоремы нетрудно вывести две формулы для синуса и косинуса суммы углов и ещё две для синуса и косинуса разности углов. Позднее Птолемей приводит аналог формулы синуса половинного угла для хорд.
Важным новшеством «Альмагеста» является описание уравнения времени — функции, описывающей отклонение среднего солнечного времени от истинного солнечного времени.

### Теории движения небесных тел

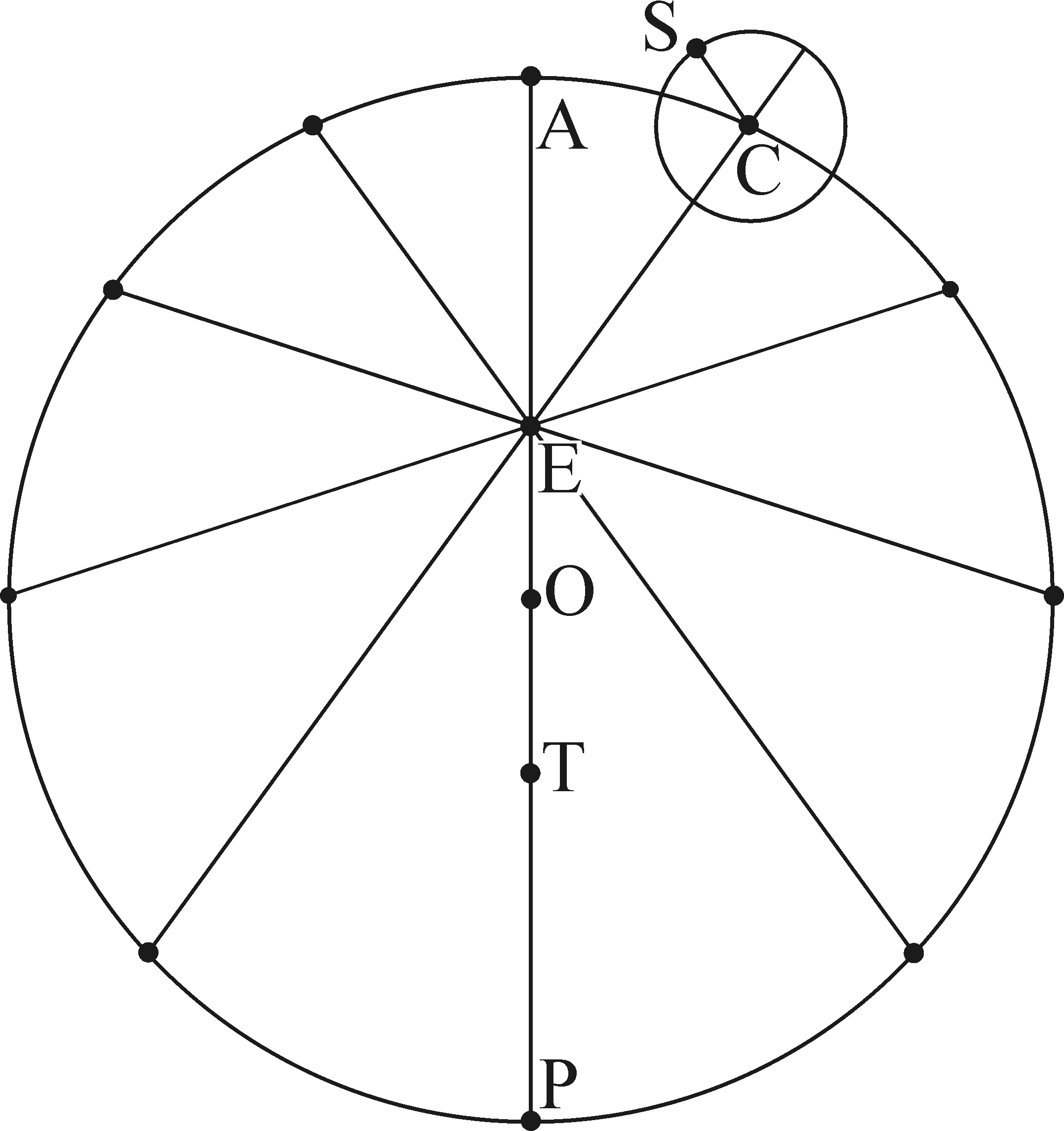
Теория бисекции эксцентриситета. Точки на окружности показывают положения планеты через равные промежутки времени. O — центр деферента, T — Земля, E — точка экванта, A — апогей деферента, P — перигей деферента, S — планета, C — средняя планета (центр эпицикла)

Хотя теория движения Солнца, Луны и планет развивалась начиная ещё с эллинистического периода, первая дошедшая до нас теория представлена в «Альмагесте» Птолемея. Движение всех небесных тел представлено в виде комбинации нескольких движений по большим и малым кругам (эпициклам, деферентам, эксцентрам). Солнечная теория Птолемея полностью совпадает с теорией Гиппарха, о которой мы знаем только из «Альмагеста». Значительные новшества содержатся в лунной теории Птолемея, где впервые учтён и смоделирован новый вид неравномерности в движении естественного спутника — эвекция. Недостатком этой теории является преувеличение интервала изменения расстояния от Земли до Луны — почти в два раза, что должно отражаться в изменении углового диаметра Луны, что не наблюдается в реальности.
Наиболее интересной является планетная теория Птолемея (теория бисекции эксцентриситета): каждая из планет (кроме Меркурия) равномерно движется по малому кругу (эпициклу), центр которого совершает движение по большому кругу (деференту), причём Земля смещена относительно центра деферента; самое главное, и угловая, и линейная скорость центра эпицикла меняется при движении по деференту, причём это движение выглядело бы равномерным при наблюдении из некоторой точки (экванта), так что отрезок, соединяющий Землю и эквант делится центром деферента пополам. Эта теория позволяла с большой точностью смоделировать зодиакальное неравенство в движении планет.
Был ли автором теории бисекции эксцентриситета сам Птолемей, неизвестно. По мнению Ван дер Вардена, находящему поддержку в ряде недавних исследований, её истоки следует искать в не дошедших до нас работах учёных более раннего времени.
Параметры движения планет по эпициклам и деферентам были определены из наблюдений (хотя до сих пор неясно, не были ли эти наблюдения сфальцифицированы). Точность птолемеевской модели составляет: для Сатурна — около 1/2°, Юпитера — около 10', Марса — более 1°, Венеры и особенно Меркурия — до нескольких градусов.

### Космология и физика неба
В теории Птолемея предполагался следующий порядок следования светил с увеличением расстояния от Земли: Луна, Меркурий, Венера, Солнце, Марс, Юпитер, Сатурн, неподвижные звезды. При этом среднее расстояние от Земли росло с увеличением периода обращения среди звёзд; по прежнему оставалась нерешённой проблема Меркурия и Венеры, у которых этот период равен солнечному (Птолемей не приводит достаточно убедительных аргументов, почему он помещает эти проблемы «ниже» Солнца, просто ссылаясь на мнение учёных более раннего периода). Все звезды считались находящимися на одной и той же сфере — сфере неподвижных звёзд. Для объяснения прецессии он был вынужден добавить ещё одну сферу, находившуюся выше сферы неподвижных звёзд.

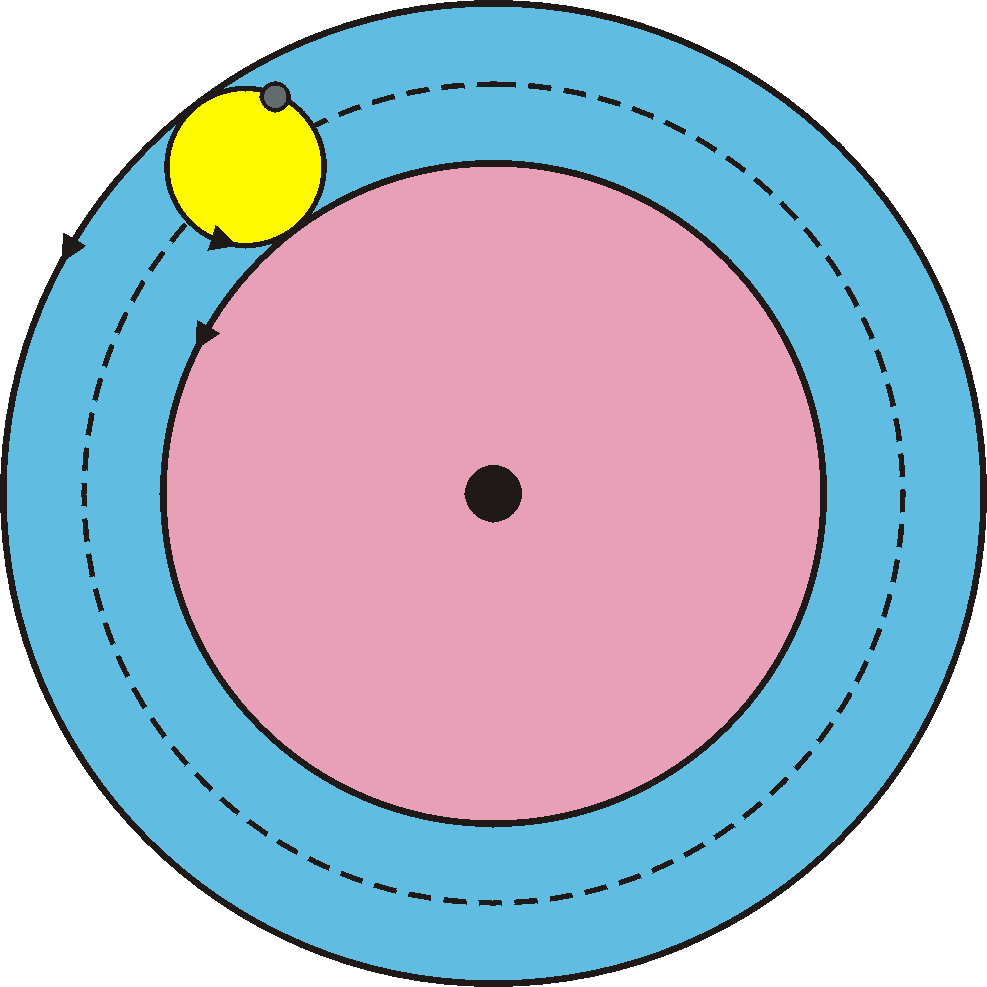
Эпицикл и деферент согласно теории вложенных сфер.

В теории эпициклов, в том числе у Птолемея, расстояние от планет до Земли менялось. Физическую картину, которая может стоять за этой теорией, описал Теон Смирнский (конец I — начало II века н.э.) в дошедшем до нас сочинении «Математические понятия, полезные для чтения Платона». Это теория вложенных сфер, основные положения которой сводится к следующему. Представим себе две сделанные из твёрдого материала концентрические сферы, между которыми помещена маленькая сфера. Среднее арифметическое радиусов больших сфер является радиусом деферента, а радиус малой сферы — радиусом эпицикла. Вращение двух больших сфер заставит маленькую сферу вращаться между ними. Если поместить на экватор малой сферы планету, то её движение будет в точности таким, как в теории эпициклов; таким образом, эпицикл является экватором малой сферы.
Этой теории, с некоторыми модификациями, придерживался и Птолемей. Она описана в его труде «Планетные гипотезы». Там отмечается, в частности, что максимальное расстояние до каждой из планет равно минимальному расстоянию до планеты, следующей за ней, то есть максимальное расстояние до Луны равно минимальному расстоянию до Меркурия и т. д. Максимальное расстояние до Луны Птолемей смог оценить с помощью метода, аналогичного методу Аристарха: 64 радиуса Земли. Это дало ему масштаб всей Вселенной. В результате вышло, что звезды расположены на расстоянии около 20 тысяч радиусов Земли. Птолемей также сделал попытку оценить размеры планет. В результате случайной компенсации ряда ошибок Земля у него оказалась средним по размерам телом Вселенной, а звезды имеющими примерно тот же размер, что и Солнце.
По мнению Птолемея, совокупность эфирных сфер, принадлежащих каждой из планет — это разумное одушевлённое существо, где сама планета выполняет роль мозгового центра; исходящие от него импульсы (эманации) приводят в движение сферы, которые, в свою очередь, переносят планету. Птолемей приводит следующую аналогию: мозг птицы посылает в её тело сигналы, заставляющие двигаться крылья, несущие птицу по воздуху. При этом Птолемей отвергает точку зрения Аристотеля о Перводвигателе как причине движения планет: небесные сферы совершают движения по своей воле, и только самая внешняя из них приводится в движение Перводвигателем.
В позднюю античность (начиная со II века н.э.) отмечается существенный рост влияния физики Аристотеля. Был составлен ряд комментариев к произведениям Аристотеля (Созиген, II в. н.э., Александр Афродисийский, конец II — начало III века н.э., Симпликий, VI в.). Наблюдается возрождение интереса к теории гомоцентрических сфер и попытки согласовать теорию эпициклов с физикой Аристотеля. Вместе с тем, некоторые философы выражали достаточно критическое отношение к тем или иным постулатам Аристотеля, особенно к его мнению о существовании пятого элемента — эфира (Ксенарх, I в. н.э., Прокл Диадох, V в., Иоанн Филопон, VI в.). Проклу принадлежит также и ряд критических замечаний по теории эпициклов.
Развивались также взгляды, выходящие за рамки геоцентризма. Так, Птолемей дискутирует с некоторыми учёными (не называя их по имени), которые предполагают суточное вращение Земли. Латинский автор V в. н.э. Марциан Капелла в сочинении «Брак Меркурия и филологии» описывает систему, в которой Солнце обращается по окружности вокруг Земли, а Меркурий и Венера — вокруг Солнца.
Наконец, в сочинениях ряда авторов той эпохи описаны представления, которые предвосхитили идеи учёных Нового времени. Так, один из участников диалога Плутарха «О лике, видимом на диске Луны» утверждает, что Луна не падает на Землю из-за действия центробежной силы (подобно предметам, вложенным в пращу), «ведь каждый предмет увлекается естественным ему движением, если его не отклоняет в сторону какая иная сила». В том же диалоге отмечается, что тяготение свойственно не только Земле, но и небесным телам, включая Солнце. Мотивом могла быть аналогия между формой небесных тел и Земли: все эти объекты имеют форму шара, а раз шарообразность Земли связана с её собственной гравитацией, то логично предположить, что и шарообразность других тел во Вселенной связана с той же причиной.
Философ Сенека (I век н.э.) свидетельствует, что в античности были распространены взгляды, согласно которым сила тяготения действует и между небесными телами. При этом попятные движения планет являются лишь видимостью: планеты всегда движутся в одном направлении, ибо если бы они остановились, они бы просто упали друг на друга, а в действительности их удерживает от падения само их движение. Сенека отмечает также возможность суточного вращения Земли.
Плиний и Витрувий описывают теорию, в которой движением планет управляют солнечные лучи «в форме треугольников». Что это означает, очень трудно понять, но возможно, в оригинальном тексте, откуда заимствовали свои описания эти авторы, говорилось о движении планет под действием силы тяготения и инерции.
Тот же Сенека излагает одно из мнений о природе комет, согласно которому кометы движутся по очень вытянутым орбитам, будучи видимыми только тогда, когда они достигают самой нижней точки своей орбиты. Он также полагает, что кометы могут возвращаться, причём время между их возвращениями составляет 70 лет (напомним, что период обращения самой известной из комет, кометы Галлея, составляет 76 лет).
Макробий (V век н.э.) упоминает о существовании школы астрономов, предполагавших существование собственных движений звёзд, незаметных ввиду огромной удалённости звёзд и недостаточного промежутка времени наблюдений.
Ещё один древнеримский автор Манилий (I век н.э.) приводит мнение, что Солнце периодически притягивает кометы к себе и затем заставляет их удаляться, как и планеты Меркурий и Венера. Манилий также свидетельствует, что в начале нашей эры все ещё жива была точка зрения, что Млечный Путь является совместным свечением многих звёзд, расположенных недалеко друг от друга.

## Судьба древнегреческой астрономии
Предполагается, что некоторые идеи древних греков легли в основу астрономии и космологии Древнего Китая. Это относится к космологическим теориям гайтянь (небесного покрывала) и хуньтянь (небесной сферы). Такие основополагающие концепции китайской философии, как дао и инь и ян, также могли быть заимствованы китайцами у греков (Анаксимандра и Парменида, соответственно).
Вероятно, индийская астрономия начиная с V века н.э. в значительной мере базируется на греческой астрономии доптолемеева (или даже догиппархова) периода, так что труды индийских астрономов часто используются для реконструкции неизвестных страниц астрономии греков. В частности, как впервые показал Б. Л. ван дер Варден, в основе индийской теории движения планет, развитой Ариабхатой, Брахмагуптой и другими индийскими астрономами, могла лежать теория бисекции эксцентриситета.
Среди иудеев информация о достижениях древнегреческих астрономов распространилась в конце первого тысячелетия н.э. (см. статью Космология в иудаизме). Большая роль в популяризации научных и натурфилософских взглядов греков принадлежит Маймониду, который сомневался в реальности птолемеевских эпициклов. Выдающийся еврейский учёный Герсонид разработал собственную теорию движения Луны и планет, полностью отказавшись от эпициклов. Герсонид и Хасдай Крескас развивали неаристотелевы идеи в натурфилософии.

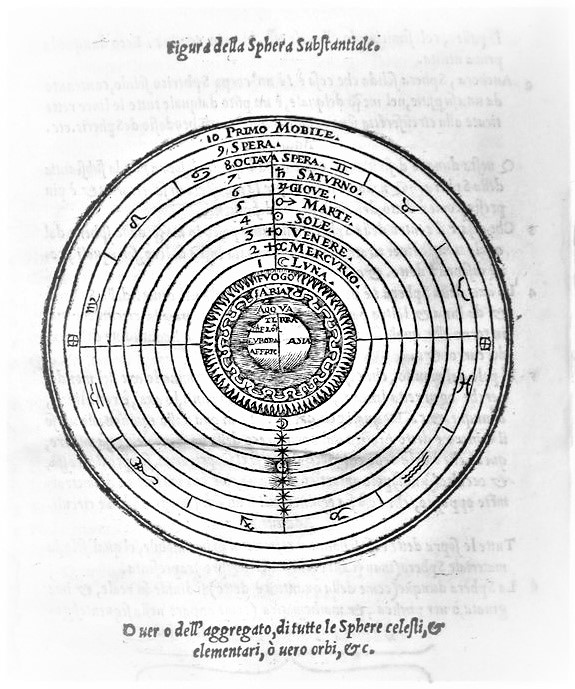
Изображение геоцентрической системы мира (из средневекового европейского учебника астрономии — «Сферы» Сакробоско)

В первые века христианства разработанная греками геоцентрическая система мира подверглась критике со стороны богословов антиохийской школы, полагавших представление о шарообразной Земле и сферическом вращении неба противоречащим Священному Писанию. Но после VIII века большинство богословов в Византии и странах католического Запада полностью принимают геоцентрическую систему, зачастую давая её элементам теологическую интерпретацию. Начиная с XIII века в качестве физической основы астрономии устанавливается учение Аристотеля.
Значительное развитие идей и методов древнегреческой астрономии произошло благодаря средневековым астрономам стран ислама: ими были усовершенствованы методы астрономических наблюдений, развиты математические методы (особенно тригонометрия), уточнены параметры астрономической теории. Общая конфигурация Космоса определялась на основе теории вложенных сфер, как у Птолемея.
Многие астрономы и философы стран ислама видели недостаток теории Птолемея в невозможности её интерпретации в терминах физики Аристотеля. Так, в XII — начале XIII столетия теория Птолемея подверглась массированной атаке со стороны арабских философов и учёных Андалусии (так называемый «Андалусийский бунт»). Эти учёные были убеждены, что теория эпициклов не соответствует действительности, поскольку согласно Аристотелю единственным центром вращения небесных сфер может быть только центр мира, совпадающий с центром Земли. Кульминацией «Андалусийского бунта» явилось создание ал-Битруджи нового варианта теории гомоцентрических сфер, находившегося в согласии с физикой Аристотеля, но в полном разрыве с астрономическими наблюдениями.
Птолемеева теория бисекции эксцентриситета также не могла полностью удовлетворить астрономов, поскольку отсутствовала возможность её физической интерпретации в рамках теории вложенных сфер; в частности, невозможно представить вращение твёрдого тела вокруг оси, проходящей через её центр, чтобы скорость вращения была неизменной относительно некоторой точки за пределами оси вращения. С целью преодоления этой трудности астрономами стран ислама был разработан ряд новых моделей движения планет.
Начиная с XIII века значительное распространение среди европейских схоластов приобретают аргументы андалусийских учёных против представлений об эксцентрах и эпициклах. Многие схоласты (например, Фома Аквинский, Жан Буридан) полагали, что модель эпициклов является не более чем методом вычисления положений планет, а истинная теория устройства Вселенной ещё должна быть создана. Несоответствие теории эпициклов физике Аристотеля отчасти помогала устранить теория вложенных сфер.
Отход от картины мира древнегреческой космологии начался со созданием Коперником гелиоцентрической системы мира (середина XVI в.); для моделирования движения планет польский астроном по-прежнему использовал доставшиеся в наследство от греков и арабов эпициклы и деференты. Следующим значительным шагом в этом направлении стала разработка в конце XVI в. философом Джордано Бруно концепции физически однородной бесконечной Вселенной (см. Космология Джордано Бруно); одним из первых отбросив предположение о существовании небесных сфер, Бруно вернулся к представлению о небесных телах как о гигантских живых существах, которое отстаивали философы италийского направления, и в эпоху Возрождения Леонардо да Винчи, Марсилио Фичино, Тихо Браге, Уильям Гильберт. Окончательный разрыв с греческой планетной теорией произошёл благодаря Иоганну Кеплеру (начало XVII в.): открыв законы планетных движений, Кеплер полностью отказался от использования математического аппарата эпициклов и деферентов и, кроме того, возродил представление о движении планет благодаря действию механических сил.
Тем не менее, в основу новой картины мира, утвердившейся в европейской науке XVII века, были положены некоторые идеи и методы, ранее выдвигавшиеся древнегреческими мыслителями, но оставленные в поздней античности: идеи Демокрита, Аристарха, Архимеда, эпикурейцев, стоиков.

## Значение древнегреческой астрономии для развития науки
Главными заслугами древнегреческой астрономии и космологии являются:
- Внедрение натуралистической методологии: представление о мире как о непрерывной цепочке причин и следствий, когда каждое явление природы является результатом внутренних процессов, происходящих в тех или иных природных стихиях;
- Геометризация Вселенной: представление о том, что наблюдаемые на небе явления есть проявление процессов, происходящих в трёхмерном пространстве;
- Последовательно логическая методология;
- Разработка важнейших угломерных астрономических приборов;
- Введение основных понятий сферической астрономии и развитие сферической тригонометрии;
- Открытие шарообразности Земли как одной из основ сферической астрономии;
- Объяснение природы ряда важнейших астрономических явлений;
- Открытие неизвестных ранее явлений (например, прецессия, эвекция);
- Вычисление расстояния от Земли до Луны;
- Установление малости Земли (и даже, среди гелиоцентристов, малости расстояния от Земли до Солнца) по сравнению с расстоянием до звёзд;
- Выдвижение ряда гипотез, получивших поддержку в науке более поздних периодов (особенно гелиоцентрической системы мира);
- Создание математических моделей движения Солнца, Луны и планет.

Вместе с тем, значительным недостатком античной астрономии был её разрыв с физикой. С преодоления этого разрыва начала своё развитие наука Нового времени.

### Первичные источники
- Арат, «Небесные явления», Историко-астрономические исследования, Вып. XX, 1988.
- Аристарх Самосский, «О размерах и взаимных расстояниях Солнца и Луны». Русский перевод входит в статью И. Н. Веселовского «Аристарх Самосский — Коперник античного мира», Историко-астрономические исследования, Вып. VII, 1961 (см. стр. с.20—46).
- Аристотель, «Метафизика», кн. XII, гл. 8. Online
- Аристотель, «Метеорологика».
- Аристотель, «О Небе».
- Гемин. Введение в явления (перевод А. И. Щетникова), Схолэ, 5.2 (2011) 174—233. Online Архивная копия от 16 сентября 2020 на Wayback Machine
- Гесиод, «Труды и дни» (содержит древнейшие в греческой литературе упоминания некоторых созвездий). Из сб.: Гесиод, Полное собрание текстов, М., Лабиринт, 2001. Online Архивная копия от 24 января 2009 на Wayback Machine
- Гигин, «Астрономия», Санкт-Петербург, Изд-во Алетейя, 1997. Online
- Клеомед. Учение о круговращении небесных тел (перевод А. И. Щетникова), Схолэ, 4. 2 (2010) 349—415. Online Архивная копия от 5 февраля 2020 на Wayback Machine
- Марк Манилий. Астрономика.
- «Небо, наука, поэзия. Античные авторы о небесных светилах, об их именах, восходах, заходах и приметах погоды», М., МГУ, 1997.
- Платон, «Тимей».
- Прокл Диадох, «Комментарии на „Тимея“ Платона». Online
- Клавдий Птолемей, «Альмагест, или Математическое сочинение в тринадцати книгах», М., Наука, 1998.
- Теон Смирнский. «Изложение математических предметов, полезных при чтении Платона» (перевод А. И. Щетникова), Схолэ, т.3, 2009, с. 466—558. Online Архивная копия от 5 февраля 2020 на Wayback Machine
- Лебедев А. В. Фрагменты ранних греческих философов. От эпических теокосмогоний до возникновения атомистики. — М.: Наука, 1989.

### Исследования
- Бронштэн В. А. Клавдий Птолемей. — М.: Наука, 1988.
- Буркерт В. (Перевод А. С. Афонасиной). Астрономия и пифагореизм (глава из книги: Мудрость и наука в древнем пифагореизме). — Новосибирск: НГУ, 2011.
- Ван дер Варден Б. Л. Пробуждающаяся наука. Математика древнего Египта, Вавилона и Греции. — М.: ГИФМЛ, 1959.
- Ван дер Варден Б. Л. Пробуждающаяся наука II. Рождение астрономии. — М.: Наука, 1991.
- Веселовский И. Н. Аристарх Самосский — Коперник античного мира // Историко-астрономические исследования, вып. VII. — М., 1961. — С. 17—70.
- Веселовский И. Н. Астрономия орфиков // Вопросы истории естествознания и техники. — М., 1982. — № 2. — С. 120—124.
- Гаврюшин Н. К. Византийская космология в XI веке // Историко-астрономические исследования, вып. XVI. — М., 1983. — С. 325—338.
- Еремеева А. И., Цицин Ф. А. История астрономии. — М.: Изд-во МГУ, 1989.
- Житомирский С. В. Античная астрономия и орфизм. — М.: Янус-К, 2001.
- Жмудь Л. Я. Пифагор и ранние пифагорейцы. — М.: Университет Дмитрия Пожарского, 2012.
- Зайцев А. И. Культурный переворот в Древней Греции VIII-V вв. до н.э. — СПб.: Филологический факультет СПбГУ, 2000.
- Идельсон Н. И. Этюды по истории небесной механики. — М.: Наука, 1975. — 495 с. — (Из истории мировой культуры).
- Кимелев Ю. А., Полякова Т. Л. Наука и религия: историко-культурный очерк. — М., 1988.
- Климишин И. А. Открытие Вселенной. — М.: Наука, 1987.
- Лебедев А. В. Избавляясь от досократиков // Философия в диалоге культур: Материалы Всемирного дня философии. — М.: Прогресс-Традиция, 2010. — С. 177—183.
- Матвиевская Г. П. Сферика и сферическая тригонометрия в древности и на средневековом востоке // Развитие методов астрономических исследований, Вып.8. — Москва-Ленинград, 1979.
- Месяц С. В. Дискуссии об эфире в античности // Философия природы в Античности и в Средние века. — М.: ИФ РАН, 2002.
- Нейгебауер O. Точные науки в древности. — М.: Наука, 1968.
- Ньютон Р. Преступление Клавдия Птолемея. — М.: Наука, 1985.
- Паннекук А. История астрономии. — М.: Наука, 1966.
- Панченко Д. В. Фалес, солнечные затмения и возникновение науки в Ионии в начале VI в. до н. э // Hyperboreus. — 1996. — Т. 2, № 1. — С. 47—124. Архивировано 18 февраля 2015 года.
- Панченко Д. В. Греческое происхождение концепции небесной сферы в китайской космологии // ΣΥΣΣΙΤΙΑ: Памяти Юрия Викторовича Андреева. — СПб.: Алетейя, 2000. — Вып. III. — С. 174—184.
- Панченко Д. В. Феномен осевого времени // Древний мир и мы: классическое наследие в Европе и России. Альманах. — СПб.: Алетейя (серия: Bibliotheca classica Petropolitana), 2003. — Вып. III. — С. 11—43.
- Панченко Д. В. Диффузия идей в Древнем мире. — СПб.: Филологический факультет и Факультет свободных искусств и наук СПбГУ, 2013.
- Рожанский И. Д. Развитие естествознания в эпоху античности. Ранняя греческая наука о природе. — М.: Наука, 1979.
- Рожанский И. Д. Античная наука. — М.: Наука, 1980.
- Рожанский И. Д. История естествознания в эпоху эллинизма и Римской империи. — М.: Наука, 1988.
- Селешников С. И. История календаря и хронология. — М.: Наука. Гл. ред. физ.-мат. лит., 1970. — 224 с. — 11 000 экз.
- Чайковский Ю. В. Доплатонова астрономия и Коперник // Историко-астрономические исследования, вып. XXX. — М.: Наука, 2005. — С. 159—200.
- Чанышев А. Н. Курс лекций по древней философии. Учебное пособие для студентов и аспирантов философских факультетов и отделений университетов. — М.: Высшая школа, 1981.
- Чанышев А. Н. Курс лекций по древней и средневековой философии. Учебное пособие для вузов. — М.: Высшая школа, 1991.
- Щетников А. И. Измерение астрономических расстояний в Древней Греции // Схолэ. — 2010. — Т. 4. — С. 325—340.
- Aaboe A. Scientific Astronomy in Antiquity // Phil. Trans. R. Soc. Lond. A. — 1974. — Vol. 276. — P. 21—42.
- Aiton E. J. Celestial spheres and circles // History of Science. — 1981. — Vol. 19. — P. 76—114.
- Campion N. Astronomy and Psyche in the Classical World: Plato, Aristotle, Zeno, Ptolemy // Journal of Cosmology. — 2010. — Vol. 9. — P. 2179—2186.
- Christianidis J., Dialetis D., Gavroglu K. Having a Knack for the Non-intuitive: Aristarchus’s Heliocentrism through Archimedes’s Geocentrism // History of Science. — 2002. — Vol. 40, № 128. — P. 147—168.
- Couprie D. L. Heaven and Earth in Ancient Greek Cosmology: From Thales to Heraclides Ponticus (англ.). — Oxford University Press, 2011.
- Dicks D. R. Early greek astronomy to Aristotle. — Ithaca, New York: Cornell Univ. Press, 1985.
- Dreyer J. L. E. History of the planetary systems from Thales to Kepler. — Cambridge University Press, 1906.
- Duke D. Hipparchus’ Coordinate System (недоступная ссылка — история) // Arch. Hist. Exact Sci. — 2002. — Vol. 56. — P. 427—433.
- Duke D. The Equant in India: The Mathematical Basis of Ancient Indian Planetary Models (недоступная ссылка — история) // Arch. Hist. Exact Sci. — 2005. — Vol. 59. — P. 563—576.
- Duke D. The Very Early History of Trigonometry // DIO: The International Journal of Scientific History. — 2011. — Vol. 17. — P. 34—42. Архивировано из оригинала 26 марта 2012 года.
- Dutka J. Eratosthenes' measurement of the Earth reconsidered (недоступная ссылка — история) // Arch. Hist. Exact Sci. — 1993. — Vol. 46. — P. 55—66.
- Engels D. The length of Eratosthenes' stade // American J. of Philology. — 1985. — Vol. 106. — P. 298—311.
- Evans J. The History and Practice of Ancient Astronomy (англ.). — New York: Oxford University Press, 1998.
- Evans J. The material culture of Greek astronomy // Journal of the History of Astronomy. — 1999. — Vol. 30. — P. 238—307.
- Gingerich O. Was Ptolemy a Fraud? // Royal Astron. Soc. Quarterly Journal. — 1980. — Vol. 21. — P. 253—266.
- Goldstein B. R. Saving the phenomena: The background to Ptolemy's planetary theory // Journal of the History of Astronomy. — 1997. — Vol. 28. — P. 1—12.
- Goldstein B. R., Bowen A. C. A new view of early Greek astronomy // Isis. — 1983. — Vol. 74(273). — P. 330—340.
- Goldstein B. R., Bowen A. C. The introduction of dated observations and precise measurement in Greek astronomy // Arch. Hist. Exact Sci. — 1991. — Vol. 43(2). — P. 93—132.
- Graham D. Science Before Socrates: Parmenides, Anaxagoras, and the New Astronomy (англ.). — Oxford University Press Inc, 2013.
- Grant E. The Medieval Cosmos: Its Structure and Operation // Journal for the History of Astronomy. — 1997. — Vol. 28. — P. 147—167.
- Grant E. A History of Natural Philosophy From the Ancient World to the XIX century. — New York: Cambridge University Press, 2007.
- Gregory A. Plato and Aristotle on eclipses // Journal of the History of Astronomy. — 2000. — Vol. 31. — P. 245—259.
- Gregory A. Eudoxus, Callippus and the Astronomy of the Timaeus // Bulletin of the Institute of Classical Studies, Supplement. — 2003. — Vol. 78. — P. 5—28. Архивировано 30 декабря 2013 года.
- Gregory A. Ancient Greek Cosmogony. — London: Duckworth, 2007.
- Gregory A. Astronomy // A Companion to Science, Technology, and Medicine in Ancient Greece and Rome. — John Wiley & Sons, Inc., 2016. — Vol. I. — P. 96—113.
- Heath T. L. Aristarchus of Samos, the ancient Copernicus: a history of Greek astronomy to Aristarchus. — Oxford: Clarendon, 1913 (reprinted New York, Dover, 1981).
- Jones A. The adaptation of Babylonian methods in Greek numerical astronomy // Isis. — 1991. — Vol. 82(313). — P. 441—453.
- Jones A. An ‘‘Almagest’’ Before Ptolemy’s? // In: Studies in the History of the Exact Sciences in Honour of David Pingree, edited by C. Burnett, J.P. Hogendijk, K. Plofker, and M.Yano. — Leiden: Brill, 2004. — P. 129—136.
- Jones A. Ptolemy’s Ancient Planetary Observations // Annals of science. — 2006. — Vol. 63. — P. 255—290.
- Kahn C. H. On Early Greek Astronomy // The Journal of Hellenic Studies. — 1970. — Vol. 90. — P. 99—116. — JSTOR 629756.
- Knorr W. R. Plato and Eudoxus on planetary motions // Journal of the History of Astronomy. — 1990. — Vol. 12. — P. 314—329.
- Kragh H. Ancient Greek-Roman Cosmology: Infinite, Eternal, Finite, Cyclic, and Multiple Universes // Journal of Cosmology. — 2010. — Vol. 9. — P. 2172—2178.
- Maeyama Y. Ancient stellar observations: Timocharis, Aristyllus, Hipparchus, Ptolemy — the dates and accuracies // Centaurus. — 1984. — Vol. V.27(3-4). — P. 280–310.
- Murschel A. The Structure and Function of Ptolemy's Physical Hypotheses of Planetary Motion // Journal of the History of Astronomy. — 1995. — Vol. 26. — P. 33—61.
- Neugebauer O. The History of Ancient Astronomy: Problems and Methods // Journal of Near Eastern Studies. — 1946. — Vol. 58. — P. 1—38.
- Neugebauer O. The History of Ancient Astronomy: Problems and Methods (Concluded) // Journal of Near Eastern Studies. — 1946. — Vol. 58. — P. 104—142.
- Neugebauer O. Mathematical methods in ancient astronomy // Bull. Amer. Math. Soc. — 1948. — Vol. 54, No 11, Pt. 1. — P. 1013—1041.
- Neugebauer O. The Early History of the Astrolabe. Studies in Ancient Astronomy IX // Isis. — 1949. — Vol. 49. — P. 240—256.
- Neugebauer O. On Some Aspects of Early Greek Astronomy // Proceedings of the American Philosophical Society. — 1972. — Vol. 116, № 3. — P. 243—251.
- Neugebauer O., Van Hoesen H. B. Greek Horoscopes. — American Philosophical Society, 1987.
- Panchenko D. Who found the Zodiac? // Antike Naturwissenschaft und ihre Rezeption. — 1998. — Vol. 9. — P. 33—44.
- Pedersen O. Scientific accounts of the universe from antiquity to Kepler // European Review. — 1994. — Vol. 2(2). — P. 125–140.
- Pedersen O. A Survey of the Almagest. — Springer, 2010.
- Pingree D. On the Greek Origin of the Indian Planetary Model Employing a Double Epicycle // Journal of the History of Astronomy. — 1971. — Vol. 2. — P. 80—85.
- Pinotsis A. D. Comparison and historical evolution of ancient Greek cosmological ideas and mathematical models // Astronomical & Astrophysical Transactions. — 2005. — Vol. 24, № 6. — P. 463—483.
- Pinotsis A. D. The Antikythera mechanism: who was its creator and what was its use and purpose? // Astronomical & Astrophysical Transactions. — 2007. — Vol. 26, № 4,5. — P. 211—226.
- Rawlins D. Ancient geodesy: achievements and corruption // Vistas in astronomy. — 1985. — Vol. 28. — P. 255—268.
- Rawlins D. Ancient Heliocentrists, Ptolemy, and the equant // American Journal of Physics. — 1987. — Vol. 55. — P. 235—9.
- Rawlins D. Hipparchos' ultimate solar orbit // DIO. — 1991. — Vol. 1.1. — P. 49—66. Архивировано из оригинала 9 февраля 2005 года.
- Rawlins D. Continued-Fraction Decipherment: Ancestry of Ancient Yearlengths and pre-Hipparchan Precession // DIO. — 1999. — Vol. 9.1.
- Rawlins D. Aristarchos and the «Babylonian» System B Month // DIO. — 2002. — Vol. 11.1.
- Rawlins D. Aristarchos Unbound: Ancient Vision // DIO. — 2008. — Vol. 14.
- Russo L. The astronomy of Hipparchus and his time: A study based on pre-ptolemaic sources // Vistas in astronomy. — 1994. — Vol. 38, Pt 2. — P. 207—248.
- Russo L. The forgotten revolution: how science was born in 300 BC and why it had to be reborn. — Berlin.: Springer, 2004.
- Saliba G. Arabic Planetary Theories after the Eleventh Century AD // in: Encyclopedia of the History of Arabic Science. — London: Routledge, 1996. — P. 58—127.
- Sidoli N. Hipparchus and the Ancient Metrical Methods on the Sphere // Journal of the History of Astronomy. — 2004. — Т. 35. — С. 71—84.
- Siorvanes L. Proclus: Neo-Platonic Philosophy and Science. — New Haven: Yale University Press, 1996.
- Swerdlow N. M. Hipparchus on the distance of the sun // Centaurus. — 1969. — Т. 14. — P. 287—305.
- The Biographical Encyclopedia of Astronomers / Hockey T. et al. (Eds.). — New York: Springer, 2007. — 1341 с. — ISBN 978-0-387-31022-0. (недоступная ссылка)
- Thurston H. Greek Mathematical Astronomy Reconsidered // Isis. — 2002. — Т. 93. — С. 58—69.
- Thurston H. Early astronomy. — New York: Springer-Verlag, 1994.
- Toomer G. J. Hipparchus on the distances of the Sun and Moon // Arch. Hist. Exact Sci. — 1974. — Т. 14. — С. 126—142.
- Toomer G. J. Hipparchus // Dictionary of Scientific Biography. — 1978. — Т. 15. — С. 207—224.
- Tzvi Langermann Y. Arabic Cosmology // Early science and medicine. — Heidelberg, New York: Springer, 1997. — Т. 2. — С. 185—213.
- Van der Waerden B. L. The Earliest Form of the Epicycle Theory // Journal of the History of Astronomy. — 1974. — Т. 5. — С. 175—185.
- Van der Waerden B. L. On the motion of the planets according to Heraclides of Pontus // Arch. Internat. Hist. Sci. — 1978. — Т. 28 (103). — С. 167—182.
- Van der Waerden B. L. The Motion of Venus, Mercury and the Sun in Early Greek Astronomy (недоступная ссылка — история) // Arch. Hist. Exact Sci. — 1982. — Т. 26 (2). — С. 99—113.
- Van der Waerden B. L. Greek astronomical calendars. III. The calendar of Dionysios (недоступная ссылка — история) // Arch. Hist. Exact Sci. — 1984. — Т. 29 (2). — С. 125—130.
- Van der Waerden B. L. The heliocentric system in Greek, Persian and Hindu astronomy // In: From deferent to equant: A Volume of Studies in the History of Science in the Ancient and Medieval Near East in Honor of E.S. Kennedy. — Annals of the New York Academy of Sciences, 1987. — Июнь (т. 500). — С. 525—545.
- Van der Waerden B. L. Reconstruction of a Greek table of chords (недоступная ссылка — история) // Arch. Hist. Exact Sci. — 1987. — Т. 38. — С. 23—38.
- White S. A. Milesian Measures: Time, Space, and Matter // In: P. Curd and D. Graham (Eds.), Oxford Handbook to Presocratic Philosophy. — Oxford: Oxford University Press, 2008. — С. 89—133.

## Статьи
- Зайцев А. И. Возникновение астрономии и первые попытки применения научных методов для объяснения физических явлений. Дата обращения: 12 марта 2017. Архивировано 13 марта 2017 года.
- Кимелев Ю., Полякова Т. Наука и религия. Глава 1. Античное наследие: от Анаксимандра до Прокла.
- Лупандин И. В. Лекции по истории натурфилософии (античной космологии посвящены лекции 3—8).
- Пантелеев А. Греческая астрономия и астрология. — 2001.
- Созвездия античности.
- Antikythera Mechanism research project (англ.). Архивировано из оригинала 26 сентября 2012 года.
- Duke D. Ancient Planetary Model Animations (англ.). Архивировано из оригинала 23 октября 2012 года.
- Duke D. Six Easy Lectures on Ancient Mathematical Astronomy (англ.). Архивировано из оригинала 14 февраля 2009 года.
- Freeth T., Jones A. The Cosmos in the Antikythera Mechanism (англ.). Архивировано 29 февраля 2012 года.
- Graham D. W. Advances in Early Greek Astronomy (англ.) (недоступная ссылка — история).
- Hatch R. A. History of Science Study Guide (англ.). Архивировано 24 апреля 2010 года.
- Huffman C. Was Pythagoras a Mathematician or Cosmologist? (Pythagoras: Stanford Encyclopedia of Philosophy) (англ.). Архивировано 7 октября 2008 года.
- Mahoney  M. S. Ptolemaic Astronomy in the Middle Ages (англ.). Архивировано 5 декабря 2008 года.
- McConnell C. S. Models of Planetary Motion from Antiquity to the Renaissance (англ.). Архивировано из оригинала 19 июля 2011 года.
- Mendell  H. Anaximander's Cosmology (англ.). Архивировано из оригинала 5 июля 2008 года.
- O'Connor J. J., Robertson E. F. Greek_astronomy (MacTutor History of Mathematics archive) (англ.). Архивировано 9 мая 2015 года.
- M. Vicentini. Models for planetary motion: from the homocentric spheres to epicycles and heliocentric orbits (англ.) (23 января 2015). Дата обращения: 13 марта 2017. Архивировано из оригинала 1 марта 2017 года.